# Église Saint-Médard de Creil
Pour les articles homonymes, voir Église Saint-Médard.
L'église Saint-Médard est une église catholique paroissiale située à Creil, en France. Édifiée à partir du début du XIIIe siècle à l'emplacement d'une église précédente sur le plan d'une croix grecque, elle a été terminée avant la fin de ce même siècle. Devenu rapidement trop petite, elle a été profondément modifiée aux XIVe et XVe siècles, avec déplacement du chœur vers le nord-est, à l'emplacement de l'ancien croisillon nord. Cette solution était l'unique moyen d'agrandir l'église, confinée dans un tissu urbain serré, avec la muraille d'enceinte de la ville butant presque contre ses murs au nord-est. Le croisillon sud et la croisée du transept remplissent la fonction de nef depuis. À la suite de l'effondrement des voûtes du chœur à la fin de la guerre de Cent Ans, elles ont été reconstruites à un niveau plus bas, mais l'ancienne nef avec ses deux bas-côtés reste presque inchangée. Son mur nord-est a toutefois été percé afin de faire communiquer cette partie avec une haute et élégante chapelle, ajoutée dans l'angle avec le nouveau chœur à la fin du XVe siècle. L'église prend alors sa forme actuelle, mais le XVIe siècle voit encore se construire un nouveau clocher-tour au sud-ouest, terminé seulement vers le milieu du siècle dans le style de la Renaissance, alors que tout le reste de l'église est gothique. Du fait de son plan d'une rare irrégularité, les élévations extérieures ne révèlent guère la structure de l'espace intérieur et paraissent quelque peu chaotiques. L'intérieur montre bien sûr une grande diversité des supports et les symétries sont rares, mais l'architecture est d'une qualité certaine, et les finitions ont été soignées. Les parties des différentes campagnes de construction cohabitent sans ruptures trop marquées, et l'intérieur est malgré tout harmonieux. L'église Saint-Médard a été classée au titre des monuments historiques par arrêté du 20 octobre 1920. Elle est au centre de la paroisse bienheureux Frédéric Ozanam du Creillois-Centre.

## Localisation
L'église est située en France, en région Hauts-de-France et dans le département de l'Oise, sur la commune de Creil, place Saint-Médard, au cœur de ce qui fut le centre-ville ancien sur la rive gauche de l'Oise. Le chevet, orienté vers le nord-est, donne sur la rue Albert-Dugué.

## Historique

### La construction de l'église auxXIIIeetXIVesiècles

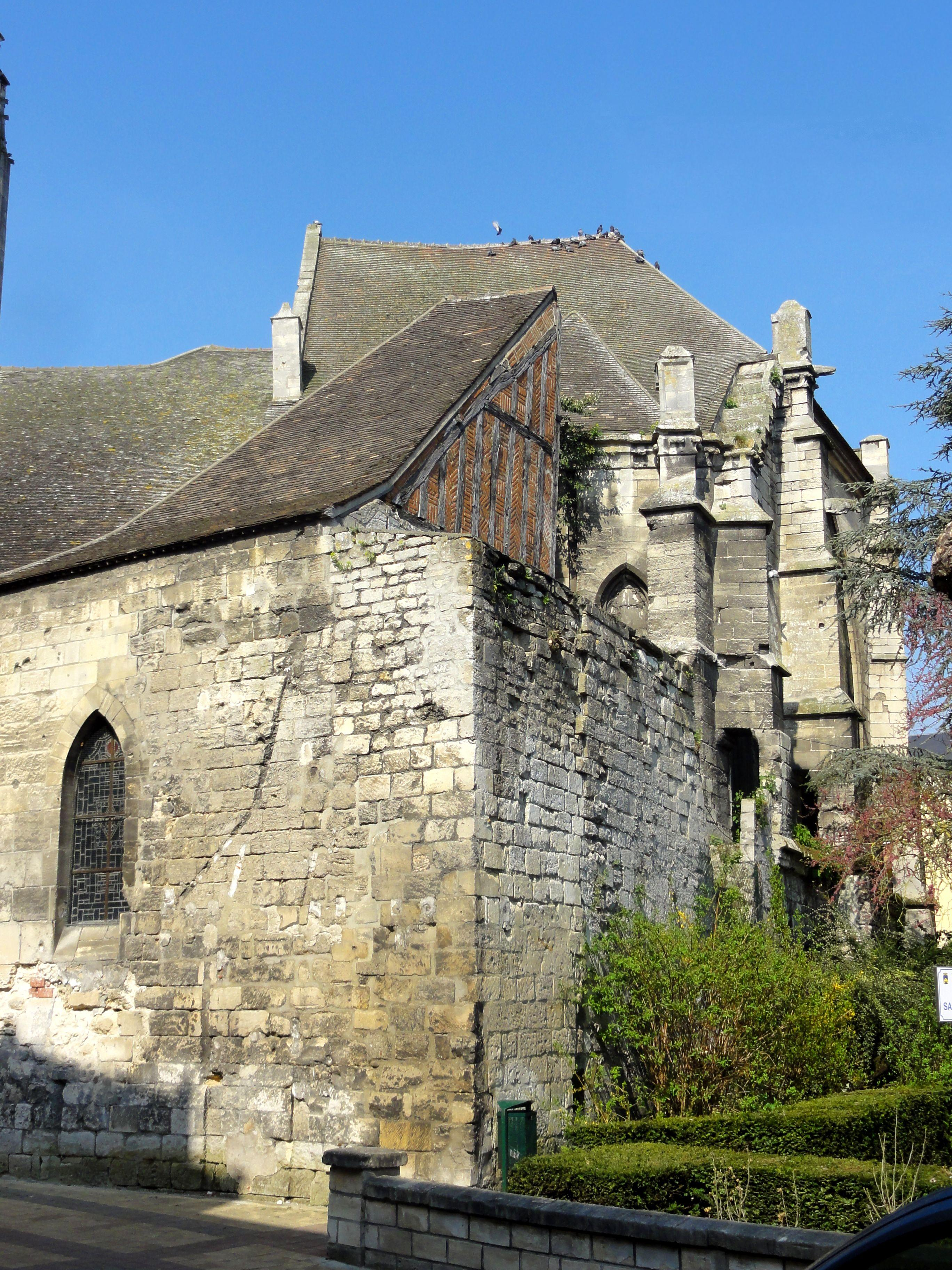
Angle nord-est, chapelle du début du XIIIe siècle et pan de la muraille d'enceinte.

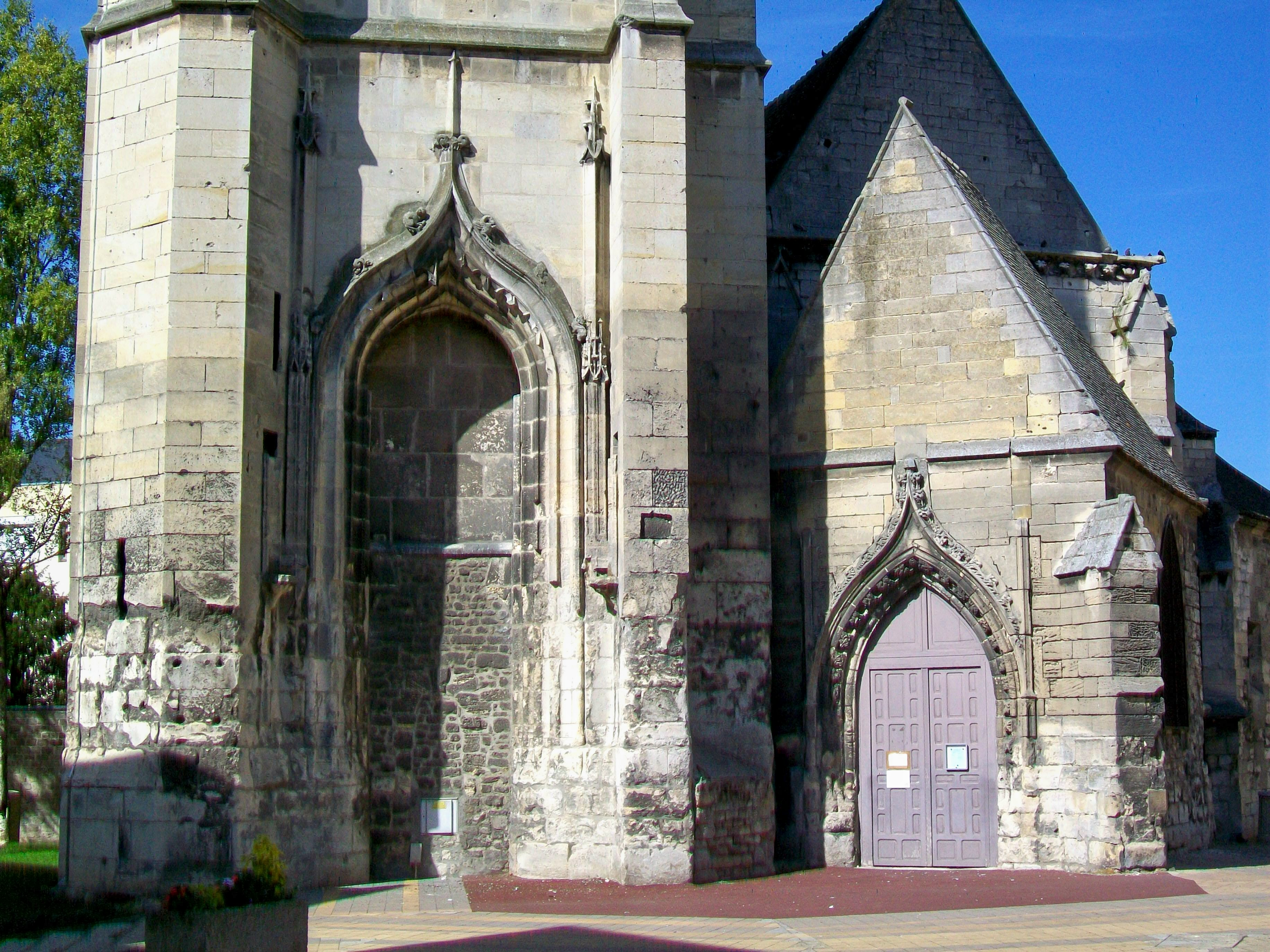
La base du clocher et le portail flamboyant du porche cachent une église essentiellement gothique rayonnante.

Une église Saint-Médard est bâtie au sein de l'enceinte médiévale de la ville, qui est probablement antérieure au XIIIe siècle. Elle aurait donc existé avant l'église actuelle, et plusieurs autres églises l'ont vraisemblablement précédée, comme l'indique l'ancienneté de son patron. Saint Médard de Noyon, évêque de cette ville, est mort en effet en 545. Le patronage de la cure appartient alors au chapitre de la collégiale Saint-Évremond, bâtie pendant le troisième quart du XIIe siècle dans l'enceinte même du château royal de Creil. Officiellement, le curé de Saint-Médard n'est considéré que comme vicaire par les chanoines, et le chapitre garde une mainmise étroite sur l'administration de la paroisse.
L'emplacement de l'église n'a pas été bien choisi, car il n'a permis aucune expansion substantielle, alors que le nombre d'habitants était en croissance.
Eugène Lefèvre-Pontalis affirme que l'église ne comporte aucune partie antérieure au XIIIe siècle, contrairement à l'opinion de nombreux archéologues (et au dossier de protection) qui font remonter les parties les plus anciennes au XIIe siècle. Il ne peut en même temps pas faire de doute qu'une autre église existait avant, la ville de Creil ayant été mentionnée dès 851.
La construction de l'église gothique commence au début du XIIIe siècle par une chapelle toujours bien identifiable. Le plan initial de cette église est celui d'une croix grecque, avec quatre branches de longueur à peu près égale, abstraction faite de la chapelle. Les parties subsistantes (nef, bas-côtés, croisillon sud, et une travée de chacun des collatéraux de l'ancien chœur) permettent une datation des années 1260 environ. Le style est gothique rayonnant. L'église reste en l'état pendant une cinquantaine d'années tout au plus, car un nouveau chevet est édifié au début du XIVe siècle au nord du croisillon nord. Ensuite, l'église demeure inchangée pendant un siècle environ, jusqu'en 1434 quand la ville est assiégée par les Anglais, ou en 1441 quand elle est reprise par Charles VII.

### Les agrandissements et remaniements duXVesiècle

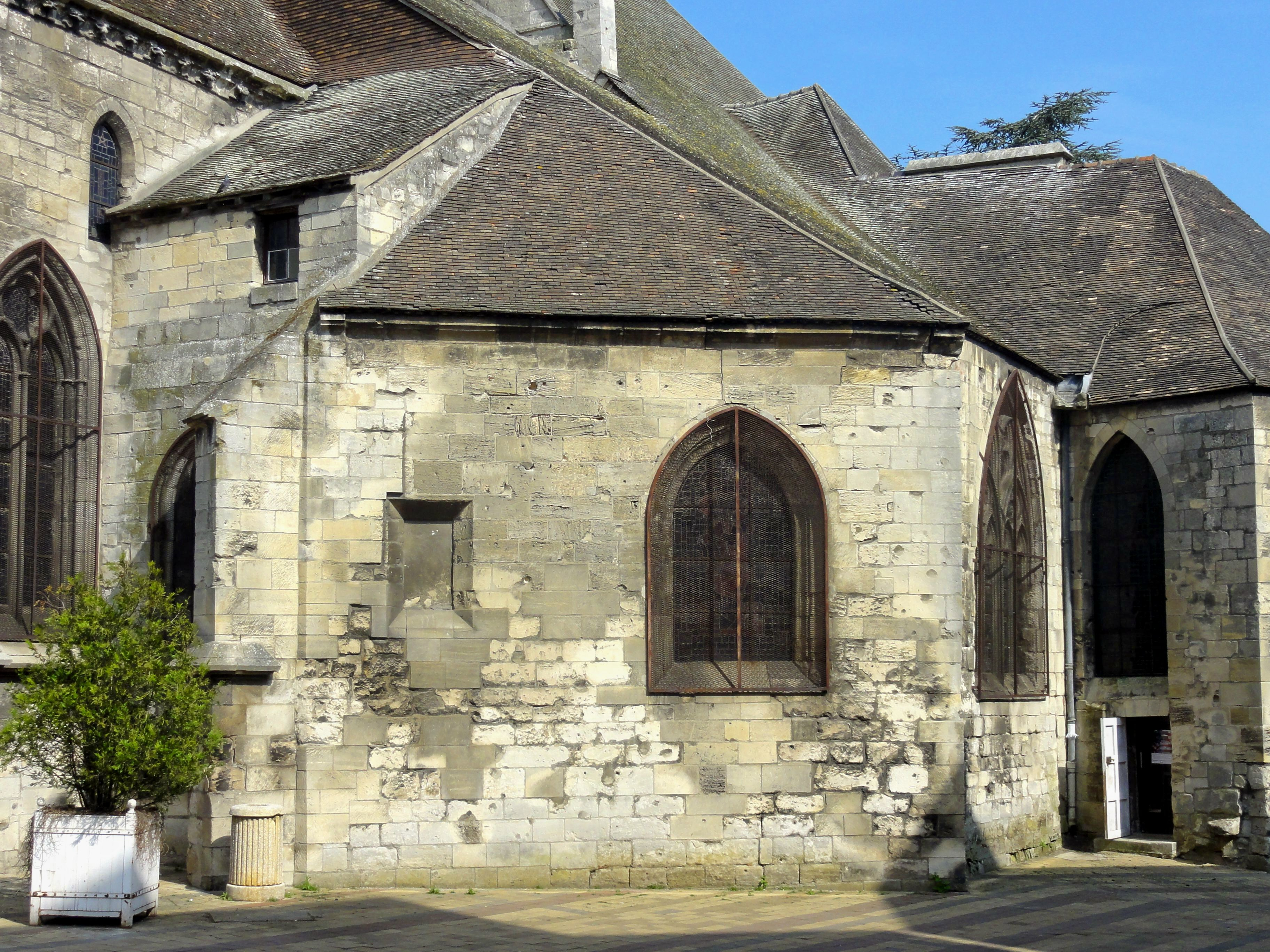
L'ancien chœur a complètement changé d'apparence et est devenu méconnaissable.

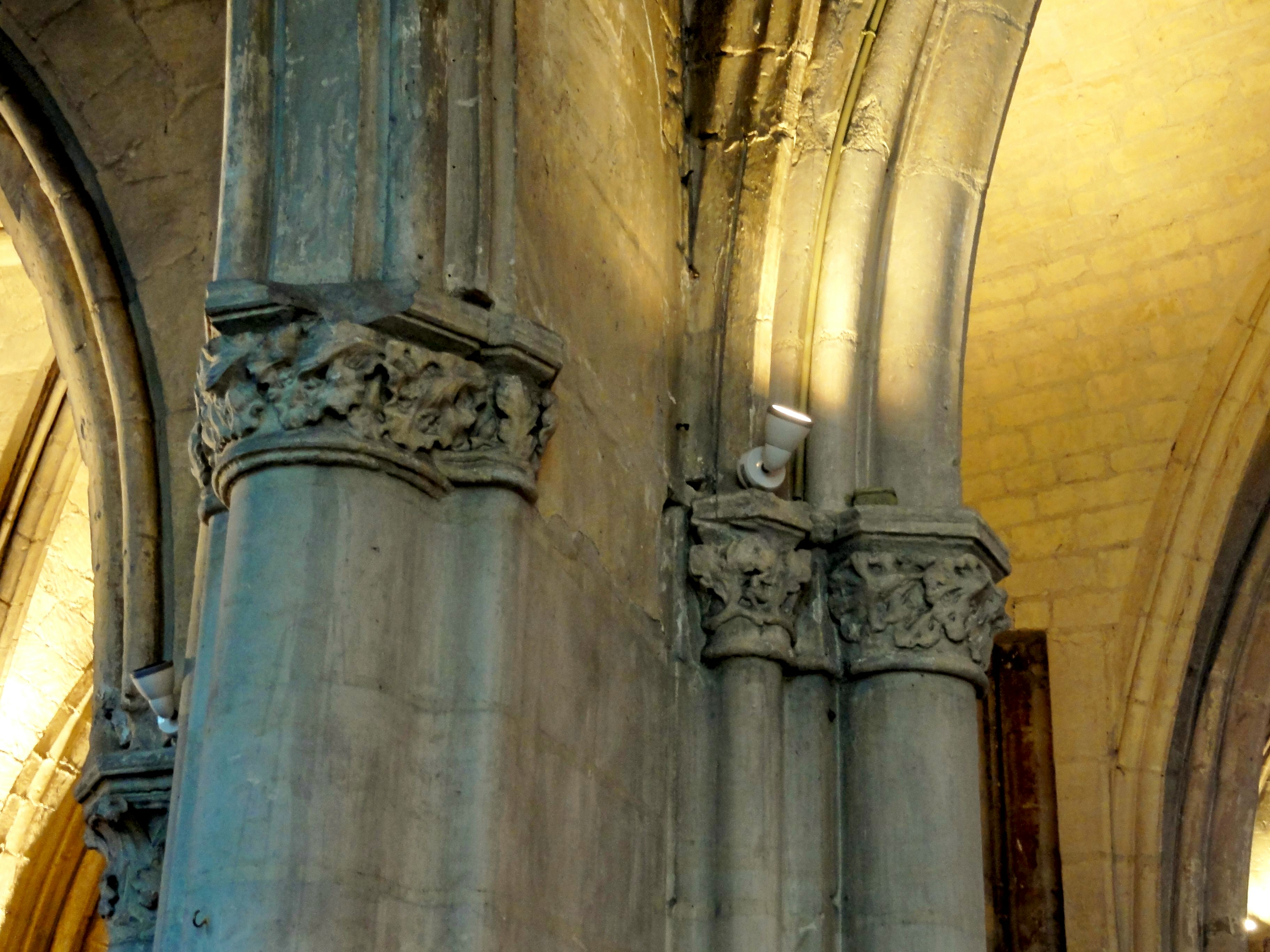
Frises ayant remplacé des chapiteaux dans l'ancien chœur.

Les agrandissements ou remaniements sont probablement la cause de l'effondrement des deux voûtes du vaisseau central de l'ancien chœur, initialement aussi élevé que la nef. La reconstruction commence aussitôt, au milieu du XVe siècle. La fenêtre de l'ancien chevet est également refaite. Dans le cadre de la même campagne de travaux, le porche devant le croisillon sud est agrandi. Les amorces d'une voûte du XIIIe siècle et l'arcade occidentale datable de cette même époque démontrent cependant l'existence d'un porche plus petit dès les origines de l'église,.
La façade tournée vers l'actuelle place Saint-Médard trouve ainsi sa physionomie actuelle, exception fait du clocher qui n'est pas encore entamé.
Entre 1443 et 1574, la plupart des travaux effectués dans l'église ont laissé des traces écrites dans les carnets de comptes de la fabrique, retrouvés par hasard à Beauvais en 1850. Un dernier agrandissement est entrepris vers 1490, avec la construction de la chapelle Saint-Catherine dans l'angle entre l'ancien bas-côté nord et le nouveau chœur. Cette dernière est terminée en 1496 ou 1497, mais elle n'est consacrée que le 8 juin 1514, jour de la fête patronale, et placée sous le vocable de Notre-Dame. Ce patronage est contraire aux vœux des deux fondateurs de la chapelle, Robert Parent, échanson du roi et gendre de Louis XI, et Jeanne Arode sa femme, consignés dans un acte du 12 janvier 1443. Cette charte de fondation parle en effet d'une chapelle Sainte-Catherine, et il ne fait pas de doute qu'il s'agisse de la même.

### La construction du clocher auXVIesiècle

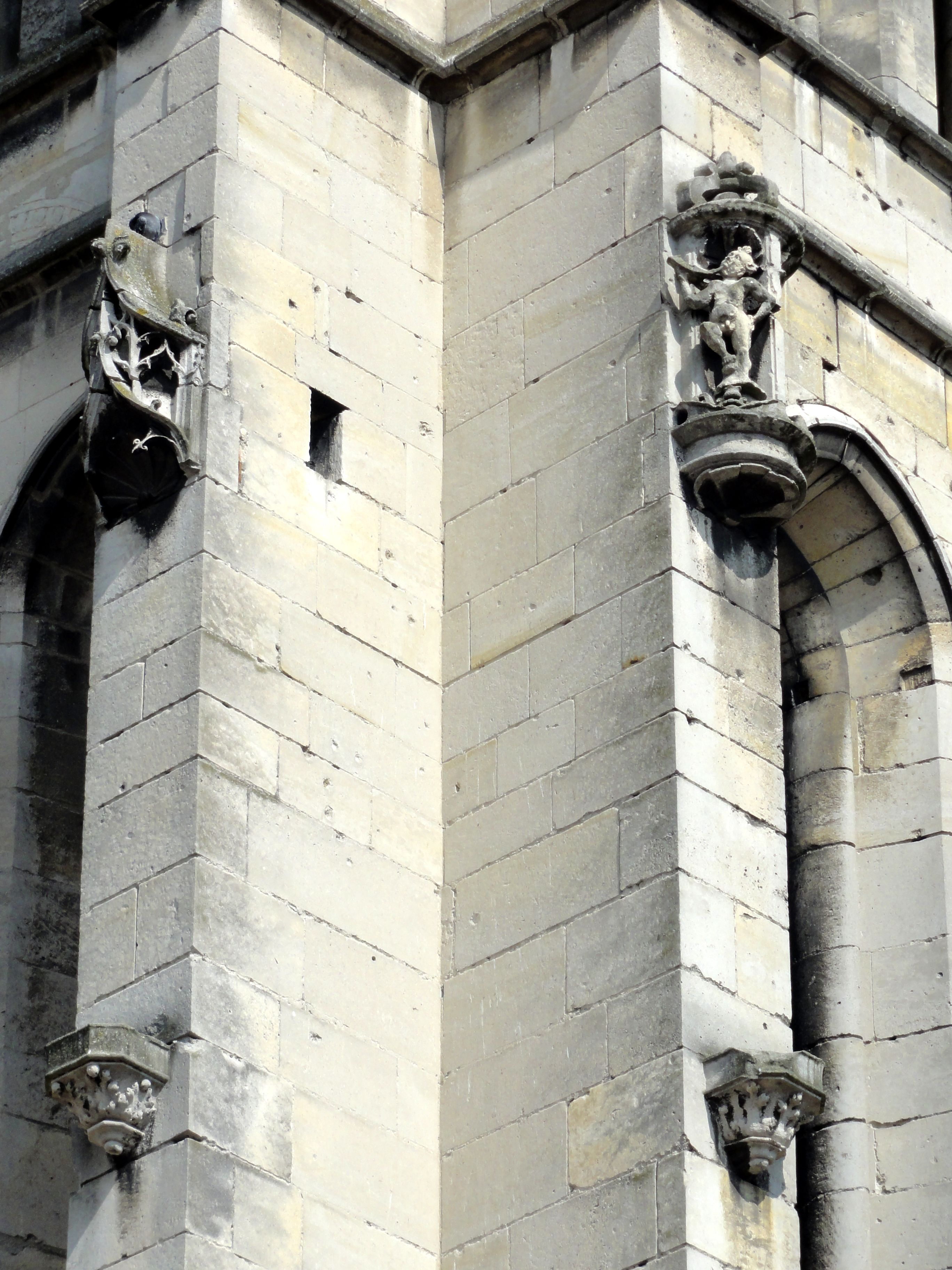
Le style Renaissance se manifeste à partir du premier étage du clocher, avec notamment le dais à droite.

En 1505 et 1508, les comptes font mention de deux cloches, ce qui indique que l'église possédait bien un clocher avant le lancement des travaux pour l'édification d'un nouveau clocher, en 1521. En 1521, la démolition de la tourelle d'escalier de l'ancien clocher et de la croix de cimetière dégagent l'espace nécessaire à la construction du nouveau clocher, sous la direction de l'architecte Michel de Bray.
Au bout de deux ans, le rez-de-chaussée est terminé et une porte posée (aujourd'hui murée), mais cette base de clocher est couverte d'un toit provisoire en chaume. Ensuite, les comptes de la fabrique montrent des lacunes, et ce n'est qu'en 1539 qu'il est de nouveau question du clocher. Michel de Bray n'est apparemment plus en vie. Entretemps, le style Renaissance a pris le relais du style flamboyant. En 1547, deux maçons travaillent à l'achèvement de la flèche.
L'une des cloches datait de 1553, elle a été refondue en 1878.

### Transformations intérieures duXVIesiècle
Un jubé de bois est construit à l'intérieur de l'église entre 1508 et 1514, mais certaines de ses statues ne sont sculptées qu'en 1574 par Philippe Lesueur de Beauvais. Plus rien ne rappelle ce jubé. Trois vitraux sont commandés aux maîtres-verriers Jean et Adam Souldoier de Senlis, en 1514 et 1534, cette dernière commande porte sur la grande rosace du croisillon sud. En 1516, le chœur est repavé, et le maître-autel ainsi que les autels de saint Pierre et saint Antoine sont refaits.

### Évolutions de l'époque moderne

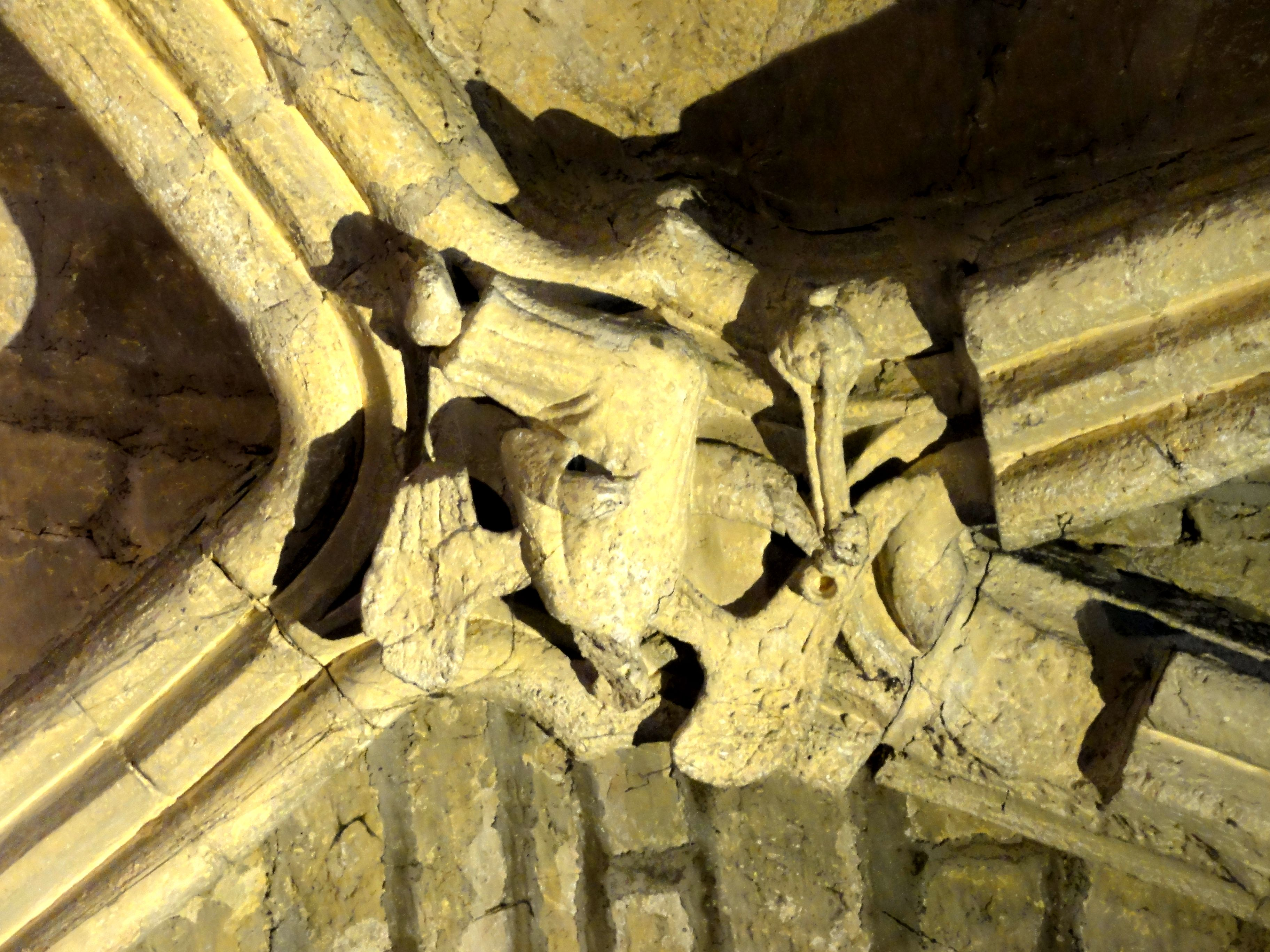
Clé de voûte de la chapelle du début du XIIIe siècle, souvent considérée comme une œuvre du XIIe siècle.

Le cimetière entourant l'église est supprimé en 1809, et deux routes sont aménagées à sa place (dont l'une n'existe plus). Le manque de place dans l'église motive l'installation de deux tribunes en plus de la tribune d'orgue, qui seule subsiste encore. Ces tribunes d'un effet déplorable occupaient la nef et la chapelle Sainte-Catherine. En 1854, la muraille d'enceinte médiévale s'effondre et endommage le chœur du XIVe siècle, dont la grande fenêtre est ensuite refaite à l'identique. Dans un premier temps, il aurait été envisagé de profiter de l'effondrement pour rectifier toute la façade nord-est, ce qui aurait signifié le sacrifice de beaucoup de substance ancienne de grand intérêt.
Pendant la seconde moitié du XIXe siècle, le mur occidental de l'ancienne nef est bâti à neuf tout en imitant le mur ancien. Les murs occidentaux des bas-côtés ne sont pas concernés. De même, les arcatures plaquées décorant les soubassements du mur méridional du bas-côté sud sont très restaurés et n'ont plus grande chose d'authentique. Selon Dominique Vermand, « la sècheresse des maçonneries témoigne d'une restauration réalisée sans retenue ». Le foyer de la cheminée située dans l'ancien collatéral sud du chœur est supprimé en 1872, alors que la hotte reste toujours en place,.
L'église est classée au titre des monuments historiques par arrêté du 20 octobre 1920.

### Résumé de la chronologie
Les datations énoncées pour l'église sont celles proposées par Eugène Lefèvre-Pontalis, et résultent de l'étude archéologique du monument dont les sources ne sont pas disponibles. En résumé, on peut distinguer six campagnes de construction :
- au début du XIIIe siècle pour la dernière travée du collatéral nord du chœur et la chapelle trapézoïdale devant son chevet ;
- vers 1260 (ou 1250 d'après Dominique Vermand) pour la nef, ses bas-côtés, le transept, le porche, le chœur et son collatéral sud ;
- au début du XIVe siècle (ou vers 1280 d'après Dominique Vermand) pour le nouveau chœur et son collatéral est ;
- vers 1445, pour le remaniement de l'ancien chœur et l'agrandissement du porche ;
- entre 1490 et 1496 pour la chapelle Saint-Catherine ;
- et entre 1521 et 1547 pour le clocher.

Vermand, qui a étudié le monument d'une façon moins approfondie, ne fait jamais allusion aux datations proposées par Lefèvre-Pontalis et ne fournit pas d'argumentation pour sa propre datation. Il est également à signaler qu'il suppose que la chapelle devant le collatéral nord serait l'ancienne base de clocher, sans tenir compte de la démolition de l'escalier à vis de l'ancien clocher préalable à la construction du clocher actuel.

## Description architecturale

### Aperçu général

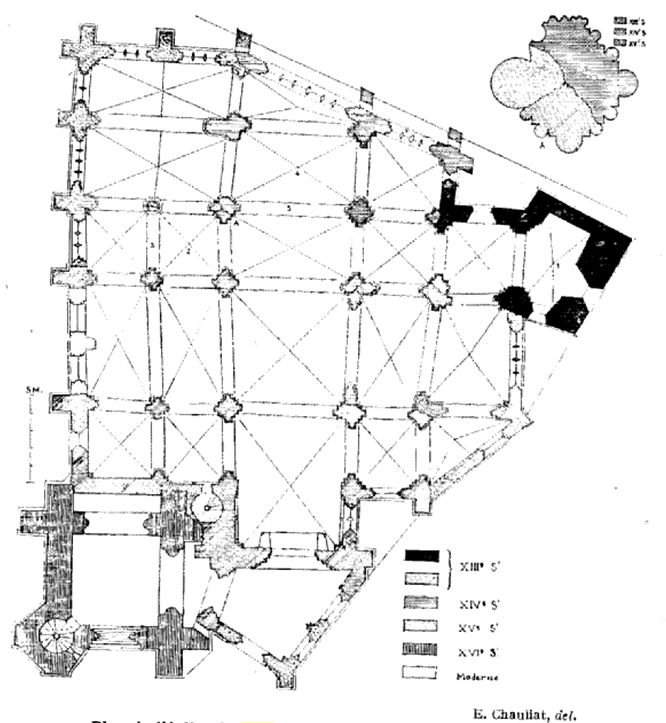
Plan de l'église.

L'église est aujourd'hui orientée nord-est - sud-ouest. L'orientation initiale était sud-est - nord-ouest, au lieu de l'orientation liturgique classique est-ouest, ce qui a favorisé le changement d'orientation du chevet, qui reste aussi proche de l'est qu'avant. Par simplification, les points cardinaux correspondant à une orientation régulière de l'édifice du XIIIe siècle seront utilisés par la suite. Cet édifice se compose de quatre bras sensiblement de même longueur, à savoir une nef de deux travées accompagnée de deux bas-côtés ; d'un transept largement débordant, dont les croisillons de plan carré équivalent à deux travées de la nef ; d'un chœur de deux travées flanqué de deux collatéraux ; d'une chapelle placée en biais devant le chevet du collatéral nord du chœur et englobant une section de la muraille d'enceinte ; et d'un clocher devant le bas-côté sud. L'emplacement du clocher gothique du XIIe ou XIIIe siècle est identique à celui du clocher actuel. Il est à noter que le mur du chevet du collatéral sud du chœur est oblique. Le croisillon sud est précédé par un porche. Le croisillon nord est subdivisé en deux travées depuis son rehaussement lors de la construction du nouveau chevet au XIVe siècle, et se prolonge par une travée de plan triangulaire abritant le sanctuaire. Une chapelle carrée de deux travées, semblable au croisillon nord reconstruit, se situe à l'angle entre ancienne nef et nouveau chœur. Entre les deux s'interpose toujours l'ancien bas-côté nord de la nef, dont la hauteur demeure faible. Finalement, la première travée du collatéral nord de l'ancien chœur est rehaussé à l'instar de l'ancien croisillon nord, et prolongé par une seconde travée semblable au nord, cet ensemble servant de collatéral oriental au nouveau chœur. Si l'on considère la chapelle d'angle comme collatéral ouest du chœur, il est à signaler que cette chapelle ne fait face au collatéral oriental qu'au niveau de sa première travée au sud. L'entrée à l'église s'effectue par le porche déjà mentionné, ou par une petite porte dans la chapelle devant l'ancien collatéral nord, qui n'existait pas encore lors du classement de l'église en 1920.

### Intérieur

#### Le porche et le transept
Le porche agrandi au milieu du XVe siècle conserve à gauche (à l'ouest) une arcade du XIIIe siècle qui le faisait communiquer avec la base du clocher, munie également d'une porte vers l'extérieur, depuis longtemps murée. Sous le porche, la porte de l'église est également du XIIIe siècle, mais elle a perdu son tympan. Les contreforts qui l'encadrent sont modernes. — Le croisillon sud reste intact, sauf son mur méridional, en partie remanié et percé d'une nouvelle rosace s'inscrivant dans un arc en tiers-point en 1534. Le remplage de cette fenêtre et son vitrail Renaissance se sont perdus. Dans le mur oriental, subsiste une petite fenêtre haute ainsi qu'une grande fenêtre en tiers-point, subdivisée en deux lancettes surmontées par un quatre-feuilles. Des arcades en tiers-point s'ouvrent sur le collatéral sud de l'ancien chœur et le bas-côté sud de l'ancienne nef. Elles sont accompagnées de doubleaux et reposent sur les chapiteaux à crochets de faisceaux de trois colonnettes. La voûte sur croisée d'ogives est également d'origine. Elle se démarque par des ogives d'un profil rare, où le tore central est flanqué de deux moulures concaves formant des listels saillants à la limite extérieure. Ses formerets accusent encore un profil en plein cintre, alors que le doubleau séparant le croisillon sud de la croisée du transept est en arc brisé. — La croisée est recouverte d'une voûte d'ogives identique à celles de l'ancienne nef et donc légèrement différente de celle du croisillon sud, et ses ogives ont un profil en amande à filet saillant. La clé de voûte est ornée d'une fleur épanouie. La voûte de la croisée repose sur quatre piliers, cantonnés de douze colonnettes chacun, alors que seize colonnettes seraient nécessaires pour recevoir les quatre arc-doubleaux qui s'y rencontrent, leurs huit rangs de claveaux supérieurs, et une ogive de chacune des quatre travées situées autour : ainsi, les rouleaux supérieurs des doubleaux du sens est-ouest doivent partager les chapiteaux et colonnettes avec les ogives. — Du croisillon nord, ne subsiste que l'arcade ouvrant sur le bas-côté nord de l'ancienne nef. Le reste a été remplacé par le chœur actuel.

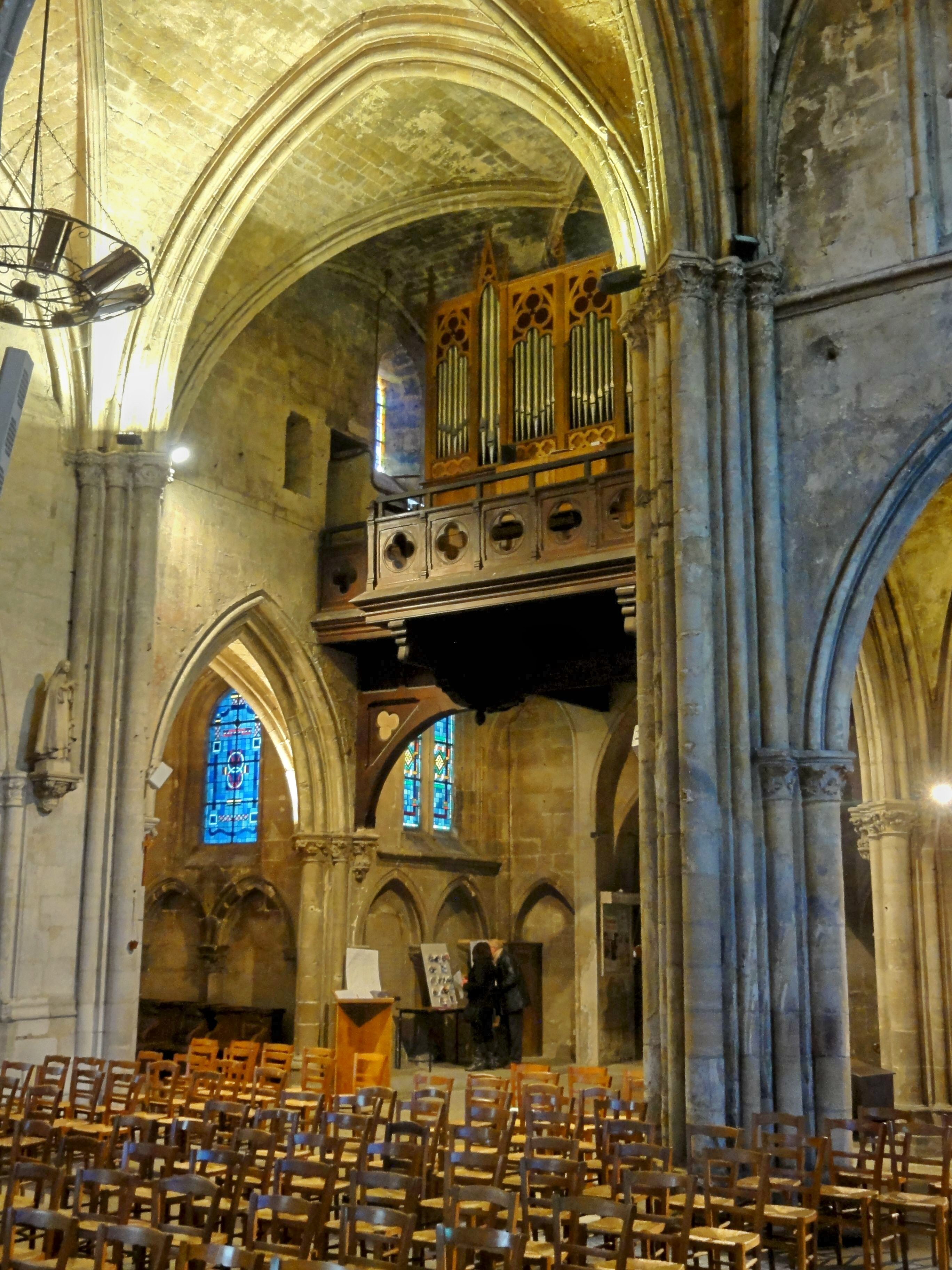
Ancien croisillon sud et sa tribune d'orgue ; vue à travers la croisée.
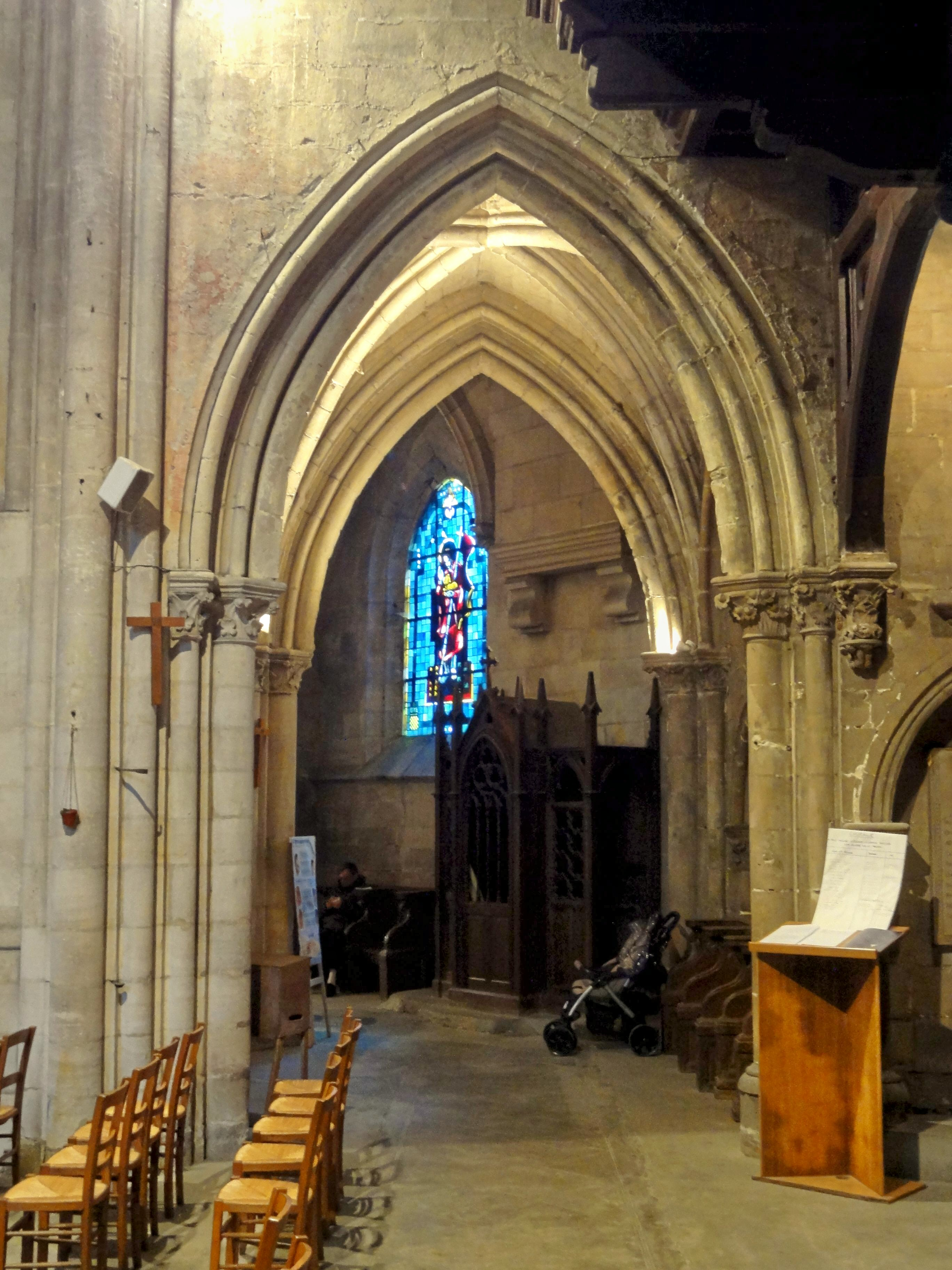
Arcade ouvrant dans l'ancien collatéral sud du chœur.
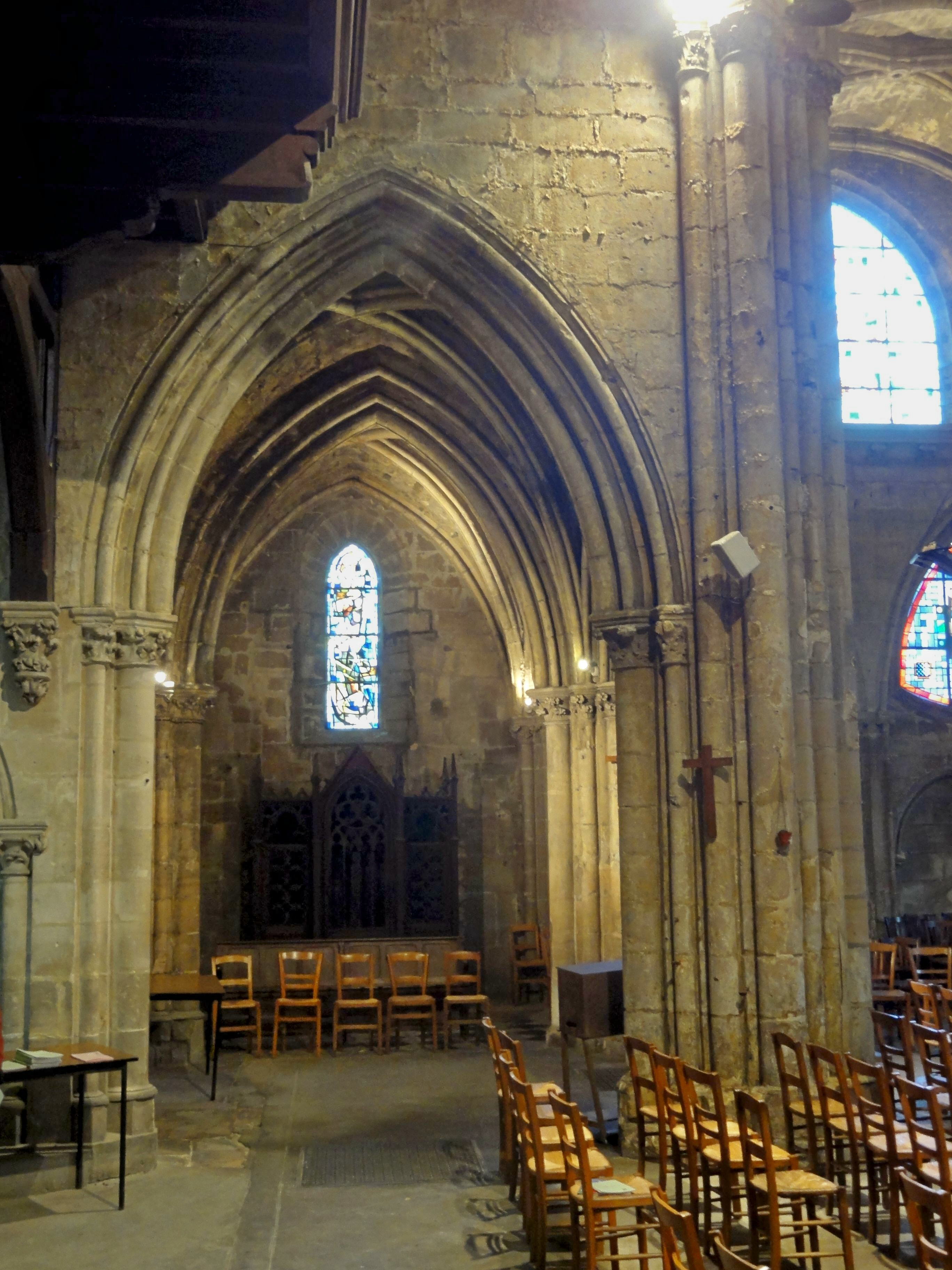
Arcade ouvrant dans l'ancien bas-côté sud de la nef.
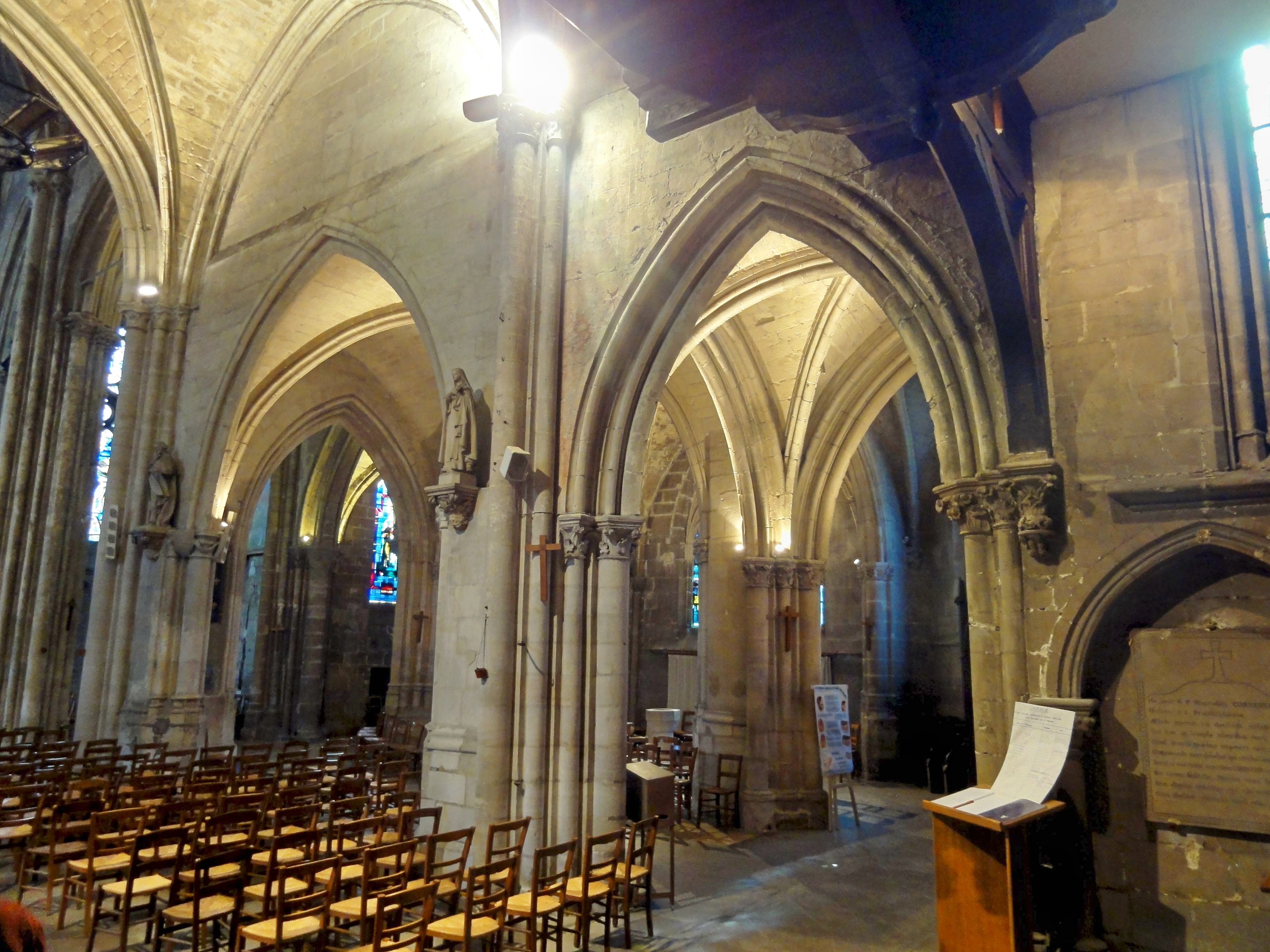
Vue sur l'ancien chœur (vaisseau central et collatéral sud) depuis le transept.
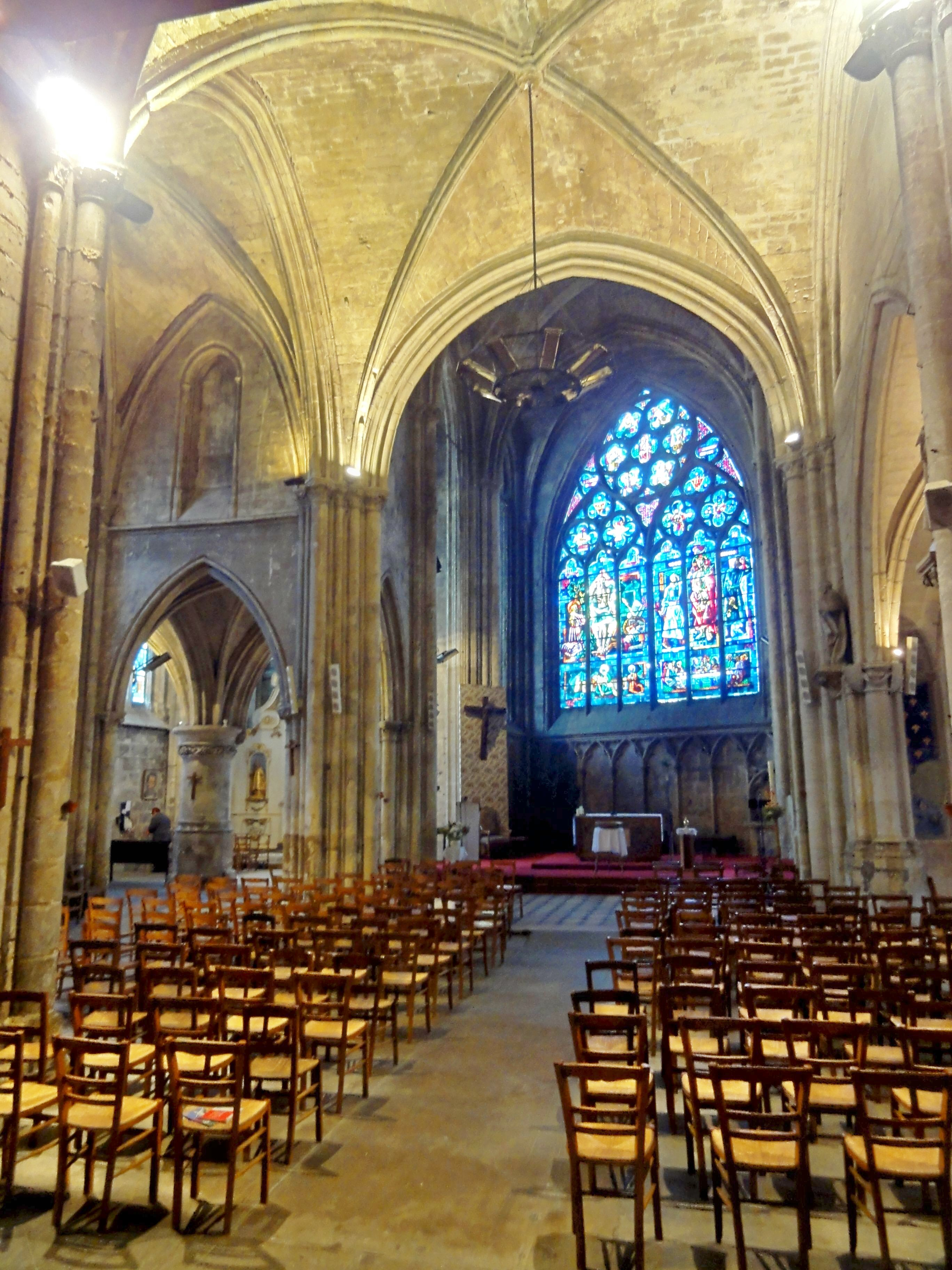
Croisée du transept ; au fond, le chœur actuel, à gauche, l'ancienne nef.
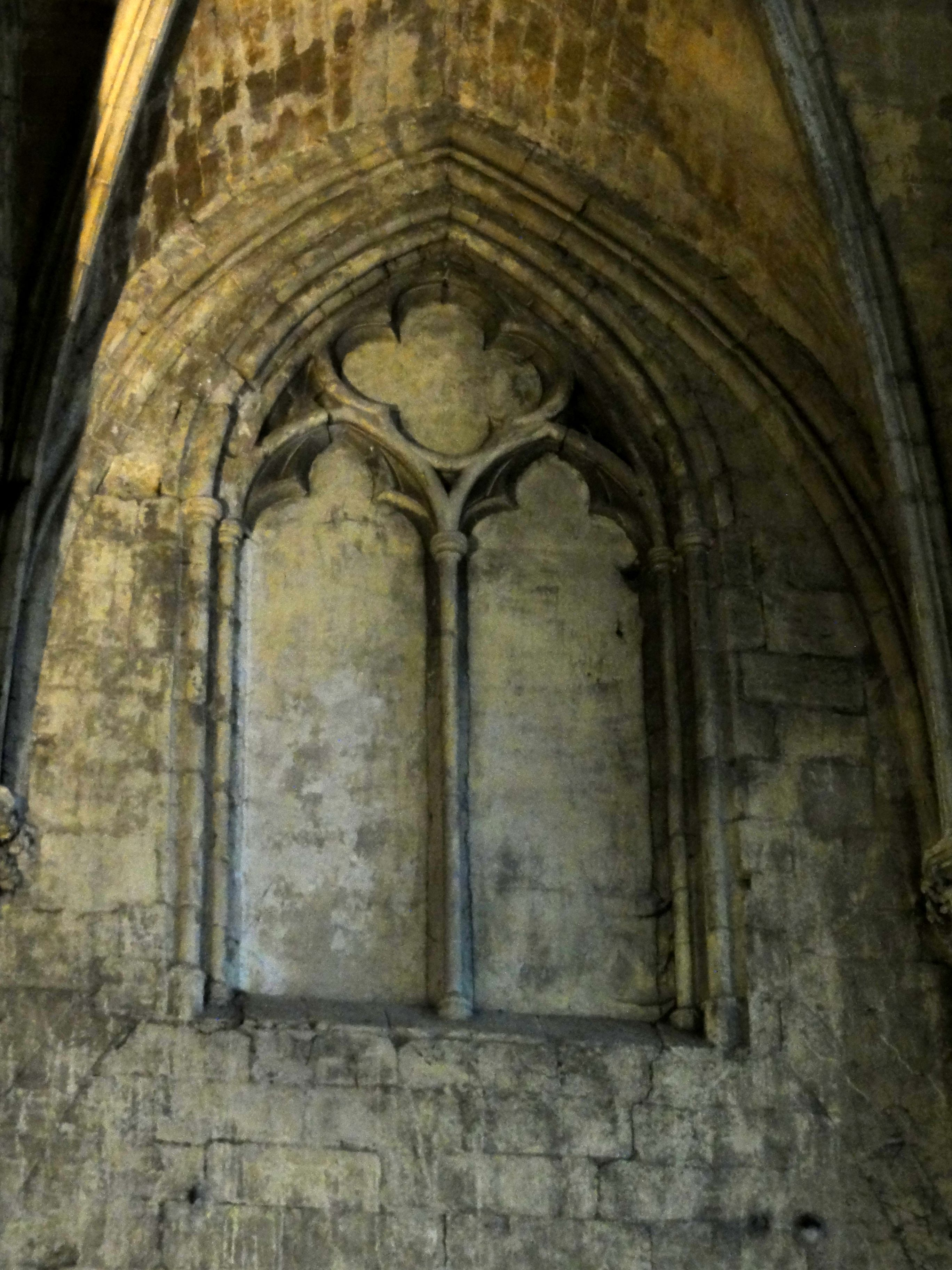
Ancienne fenêtre haute du croisillon nord, à l'ouest, percée au début du XIVe s.

#### L'ancienne nef et ses bas-côtés
La nef est voûtée à la même hauteur que le transept, hauteur relativement modeste, et ses deux voûtes d'origine sont identiques à celle de la croisée, comme déjà signalé. Le formeret au revers de la façade occidentale est toutefois plein cintre, comme les trois formerets du croisillon sud. Le doublon séparant les deux voûtes est quant à lui identique aux doublons autour de la croisée du transept. Il retombe sur les chapiteaux du second ordre de colonnes engagées dans les piliers centraux des grandes arcades, qui sont flanquées par une colonnette de chaque côté. Ces colonnes et colonnettes descendent directement au sol, sans chapiteaux intermédiaires. Au total, en comptant les grandes arcades et les supports des voûtes des bas-côtés, ces piliers sont flanqués de quatre colonnes et de quatre colonnettes, comparé aux douze colonnettes pour la croisée du transept. Pour que ce nombre réduit de supports suffise, les ogives et formerets s'interpénètrent avant de retomber sur les chapiteaux, qui sont alternativement sculptés de petites feuilles ou de crochets épanouis.
Dans ses murs gouttereaux, la nef possédait initialement de petites fenêtres hautes, qui étaient des lancettes simples en arc brisé, entourées d'un tore avec des bagues en guise de chapiteaux. Ces fenêtres ont été obturées par la charpente de la chapelle Sainte-Catherine, au nord, et dans le contexte de la construction du clocher, au sud. Ne restent que les fenêtres de la façade occidentale, qui est moderne au niveau de la nef. L'on ne peut toutefois pas conclure que la nef aurait été raccourcie, car la petite fenêtre occidentale du bas-côté sud date incontestablement d'origine.
La partie basse du revers de la façade occidentale présente deux arcades plaquées, similaires aux grandes arcades ouvrant sur les bas-côtés. Dans ces arcades, s'inscrivent des fenêtres de la forme de triangles curvilignes, dont le soubassement est à son tour décoré de petites arcades plaquées, d'un profil moins aigu et cantonnées de fines colonnettes à chapiteaux. Ces mêmes petites arcades existent également dans le bas-côté sud, où elles sont anciennes mais lourdement restaurées. Une petite fenêtre du XIIIe siècle bouchée et une petite porte donnant accès à la tourelle d'escalier desservant la tribune d'orgue sont à signaler dans la seconde travée du bas-côté sud. Dominique Vermand souligne que cet escalier ne pouvait être associé à aucun clocher et en voit une confirmation de son hypothèse, que le clocher initial se serait situé au-dessus des travées les plus anciennes au nord-est de l'ancien chœur : Il oublie en même temps les travaux de démolition de la tourelle d'escalier de l'ancien clocher préalables à l'édification du nouveau, résultant des anciens livres de compte. Une autre tourelle d'escalier a donc existé, gênant par sa présence la construction du clocher actuel. — Le bas-côté nord, amputé de son mur septentrional, possède comme particularité un enfeu dans son mur occidental. Malgré les remaniements des parties limitrophes, les voûtes des bas-côtés sont toujours celles du XIIIe siècle, et leurs doubleaux correspondent à ceux de la nef, à plus petite échelle,.

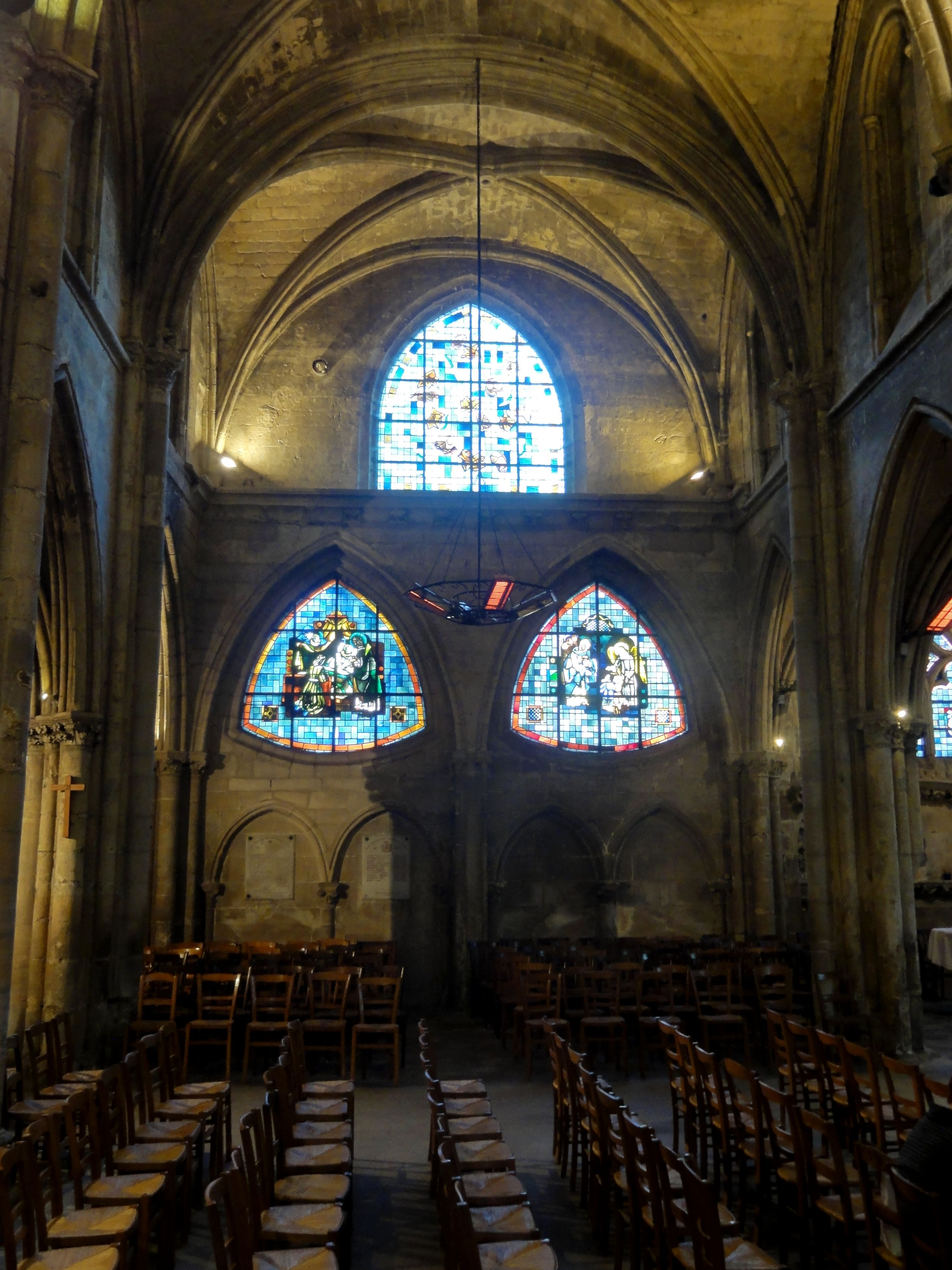
Ancienne nef ; vue depuis la croisée du transept.
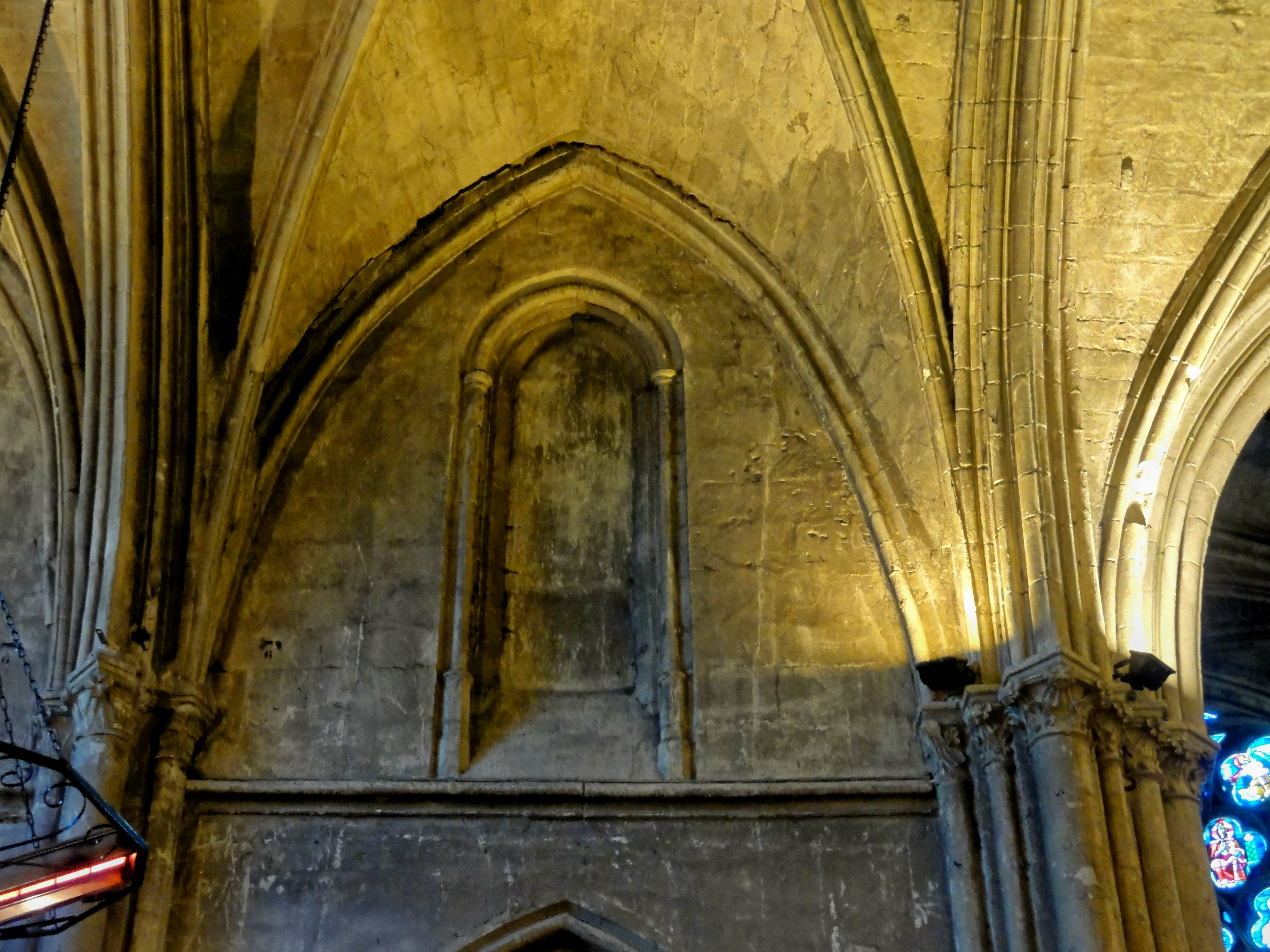
Fenêtre haute de la nef, au sud de la 2e travée.
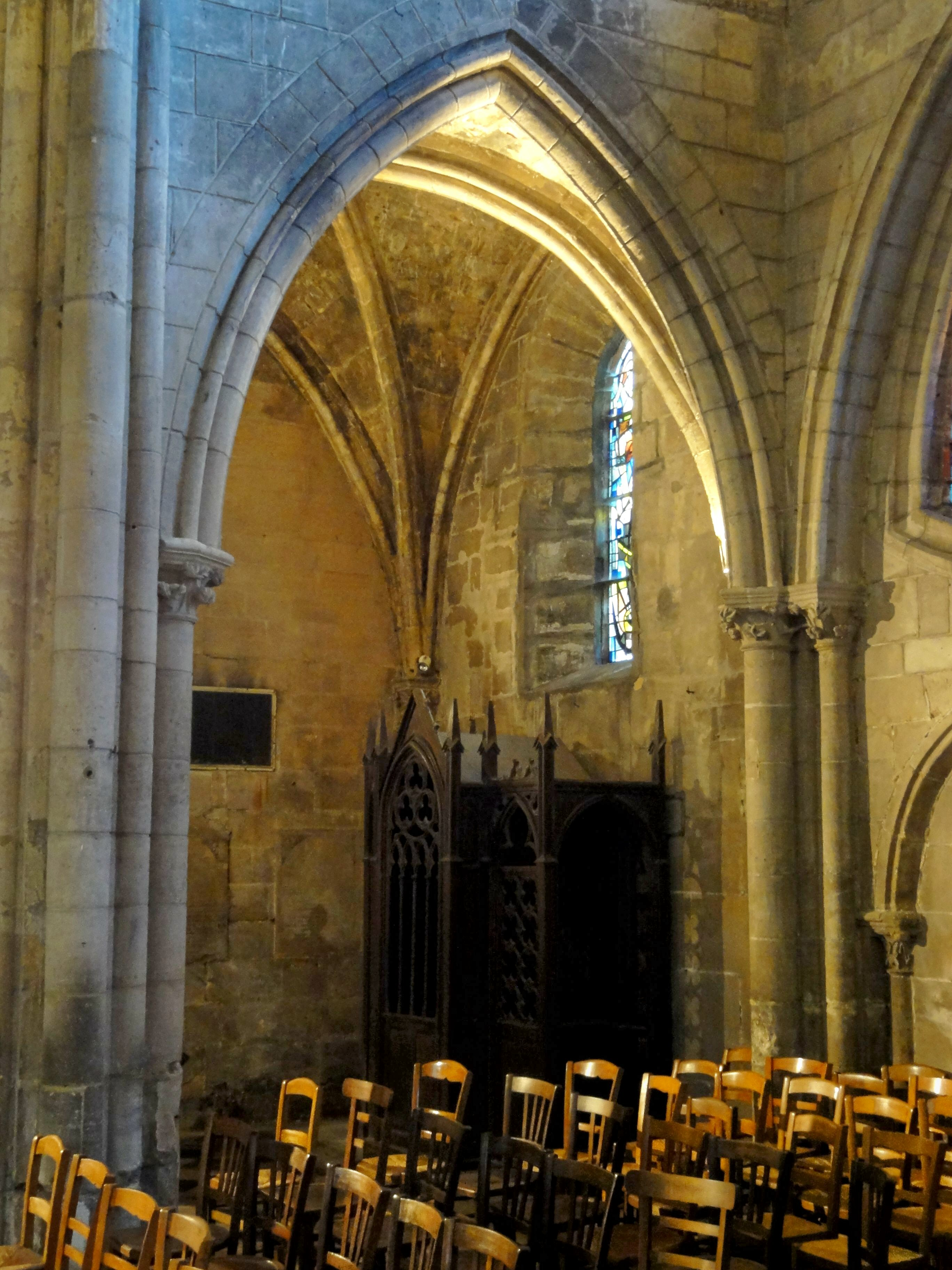
1re travée du bas-côté sud ; vue depuis la nef.
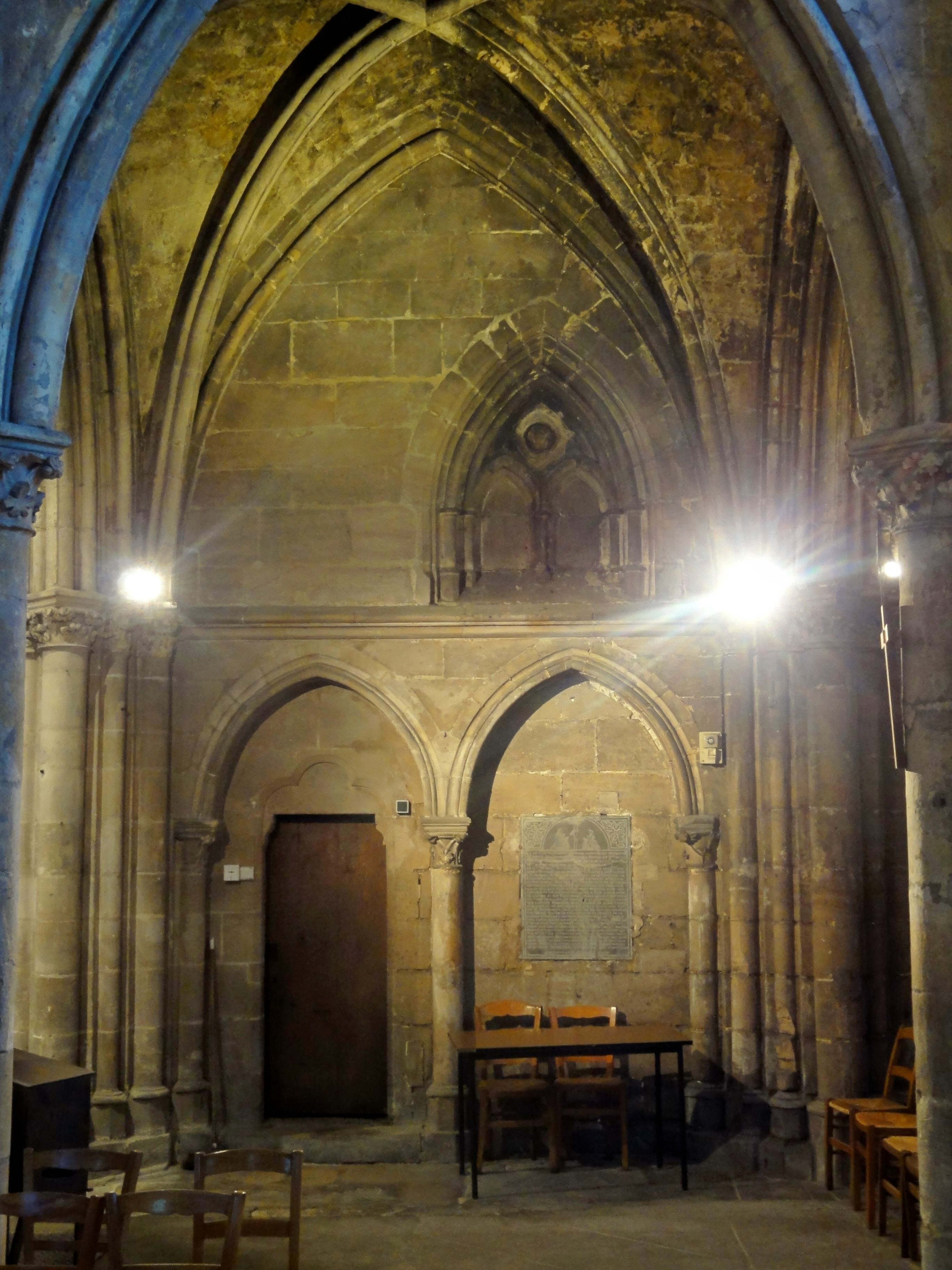
2e travée du bas-côté sud ; vue depuis la nef.
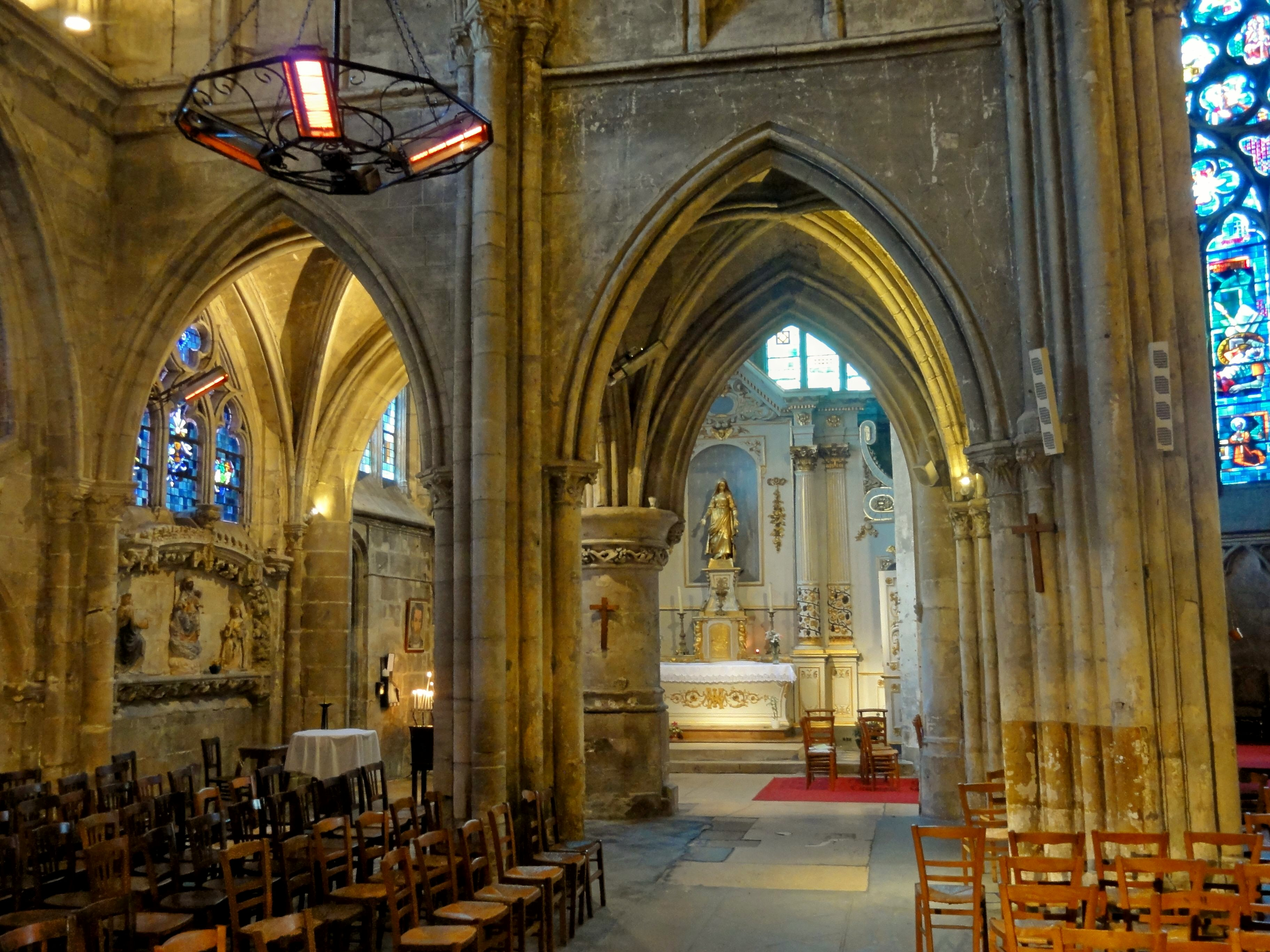
Vue sur le bas-côté nord et la chapelle Sainte-Catherine.
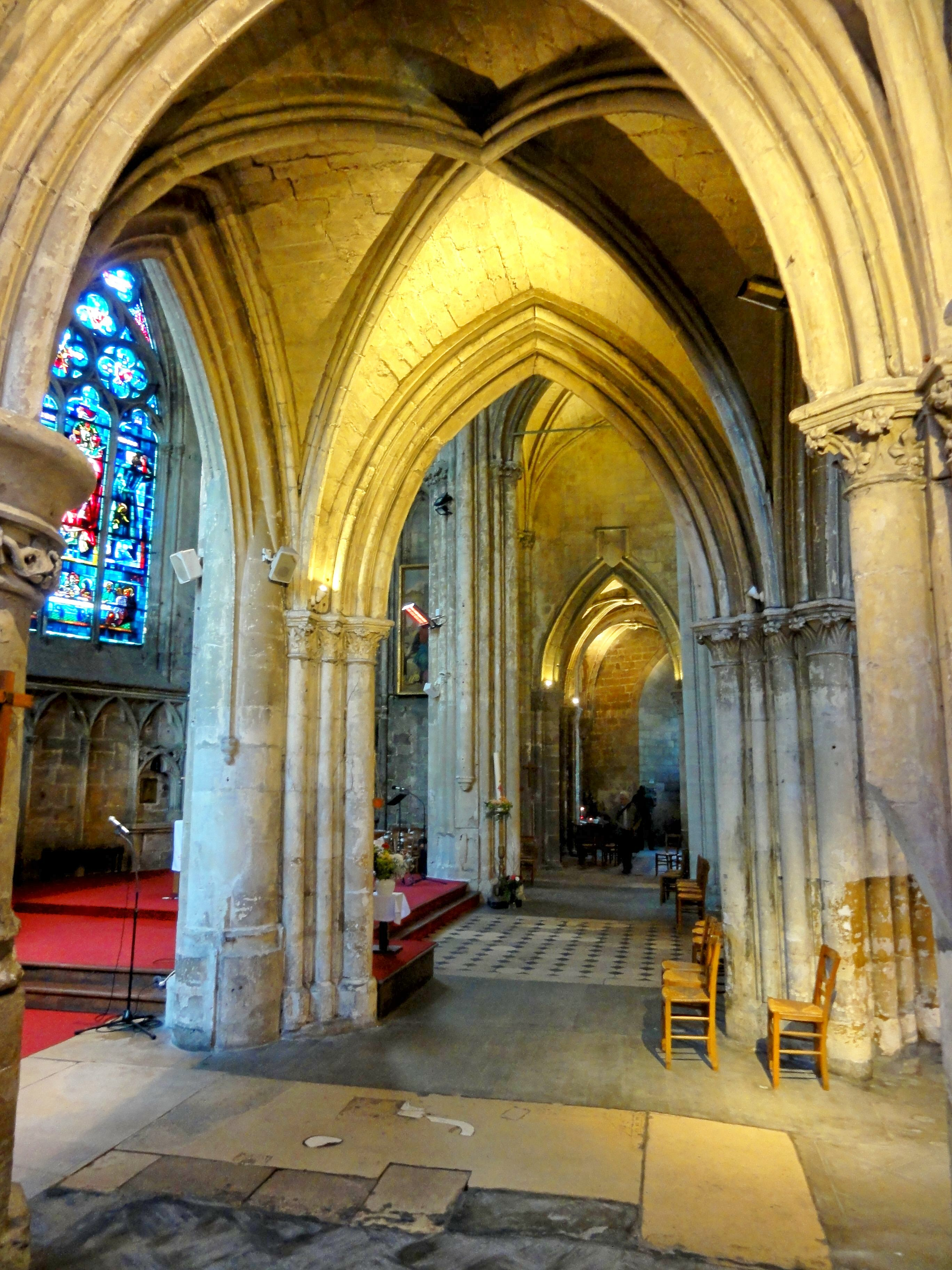
2e travée du bas-côté nord ; vue vers le chœur.

#### Chapelle Sainte-Catherine ou de la Vierge
Cette chapelle haute et élancée est de style flamboyant. Atteignant à peu près la même surface au sol que l'ancienne nef, elle est voûtée à la même hauteur que le chœur du XIVe siècle qui la côtoie à l'est, et donc à un niveau plus élevé que la nef et le transept, et à plus forte raison les bas-côtés. De ce fait, le contraste en entrant dans la chapelle depuis le bas-côté nord de la nef est saisissant. Sachant que les voûtes du bas-côté subsistent d'origine, le gros pilier cylindrique ayant remplacé le mur septentrional du bas-côté a dû être bâti en sous-œuvre. Il repose sur une base polygonale et est décoré d'une frise de végétaux. Les deux arcades sont du même profil que les autres, profil dicté par la forme des voûtes. Les moulures toriques se fondent dans les piliers engagées à l'ouest et à l'est, où les frises sont absentes. La chapelle est recouverte de deux voûtes d'ogives sexpartites aux nervures piriformes, qui retombent sur des culots dans les angles nord-est et sud-est : ici, la présence des anciennes fenêtres occidentales du chœur du XIVe siècle reconverties en grandes arcades a motivé une solution particulière. Le doubleau séparant les deux voûtes est toujours en tiers-point. Le style flamboyant s'exprime plus clairement par le réseau des fenêtres, dont les trois lancettes à têtes tréflées sont surmontées par des soufflets et mouchettes. Les fenêtres sont au nombre de quatre, deux au nord et deux à l'ouest, mais la seconde à l'ouest a été pendant longtemps bouchée. Avec cet éclairage généreux par le jour, la chapelle Sainte-Catherine est la partie la plus lumineuse de l'église. Son chevet est occupé par l'autel de la Vierge, dans un style architecturé à cheval entre Renaissance et baroque. Dans le mur occidental, une porte en anse de panier donne accès à la sacristie moderne.

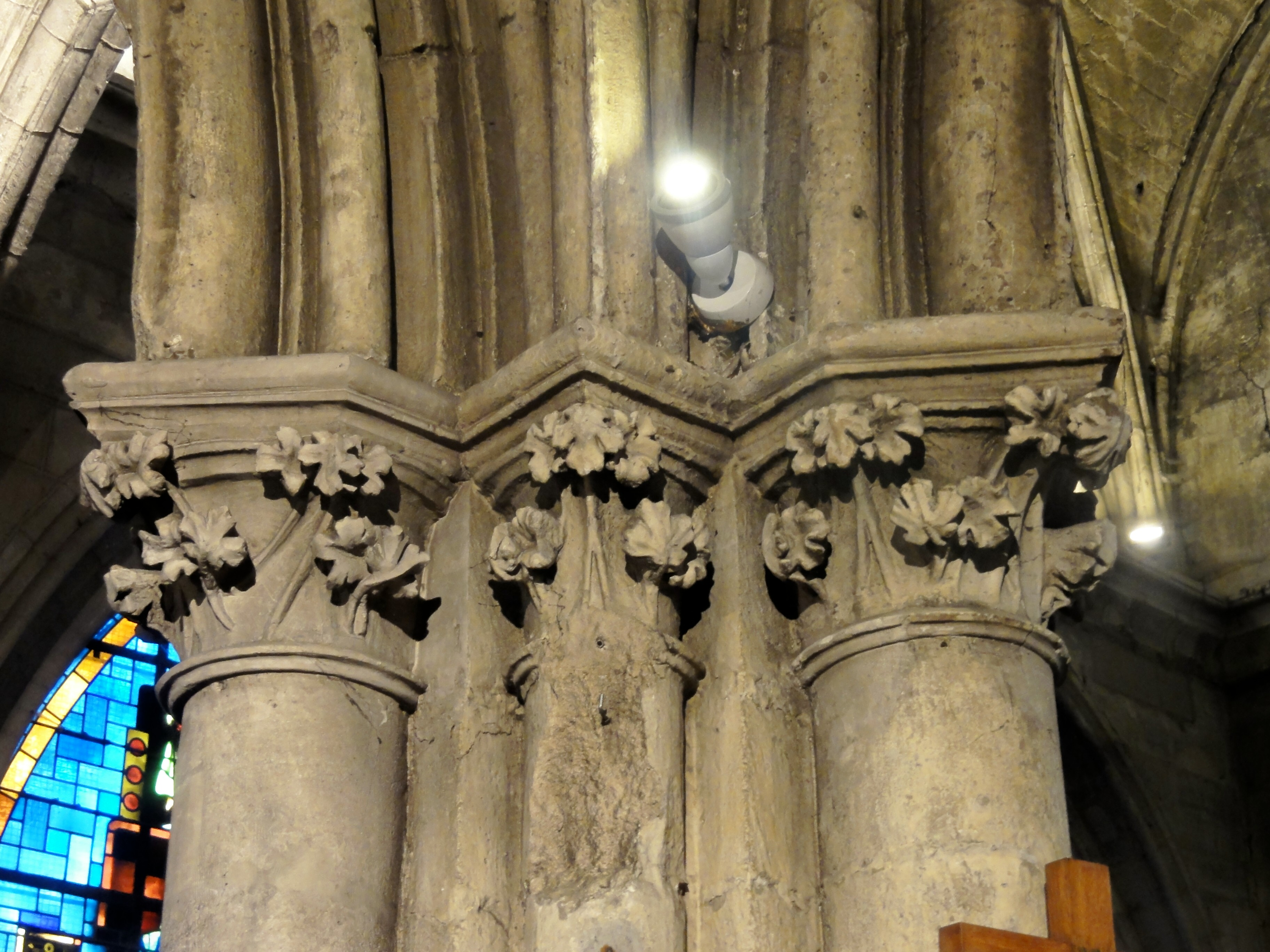
Chapiteaux du XIIIe siècle.
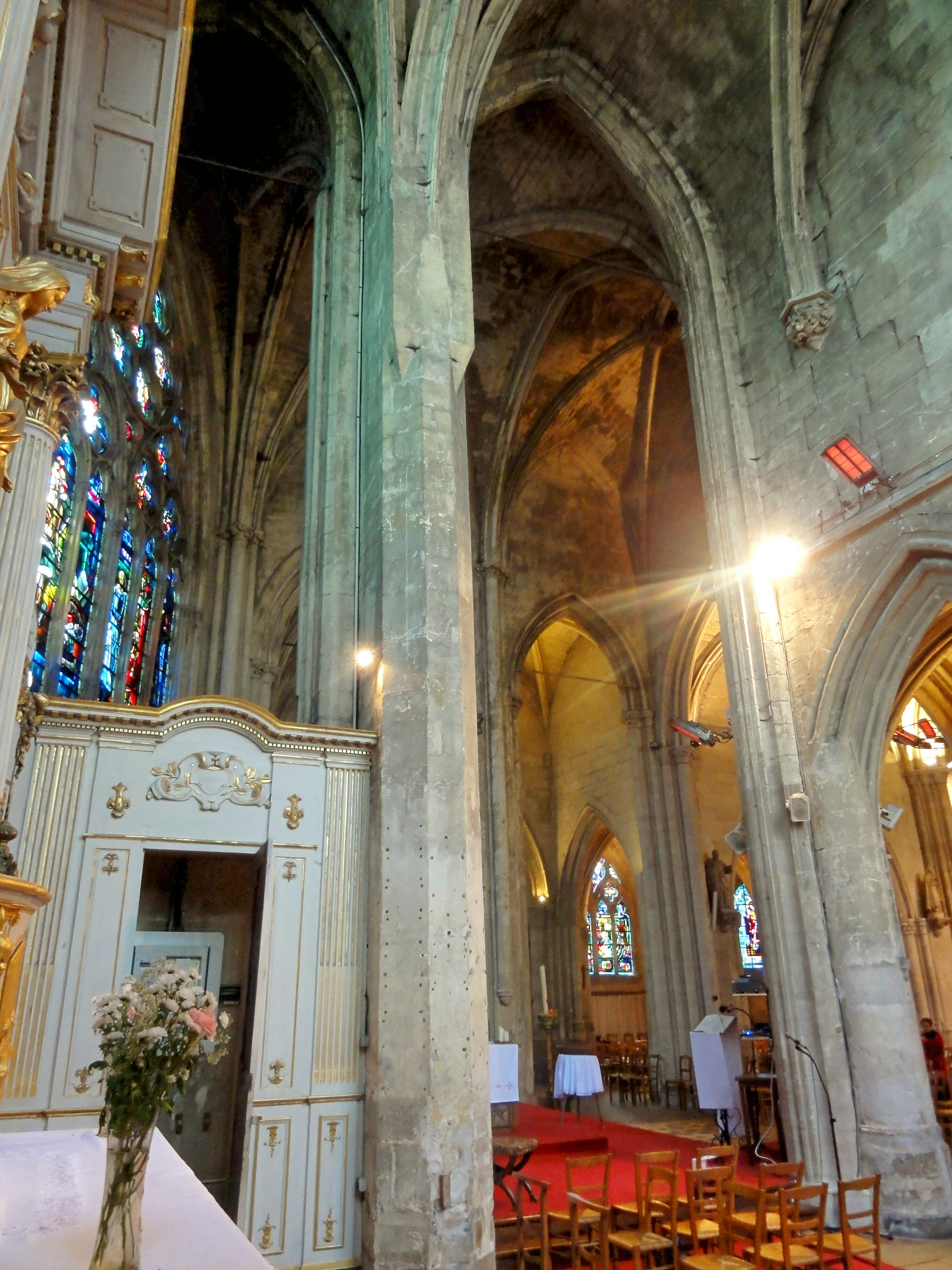
Partie est de la chapelle.
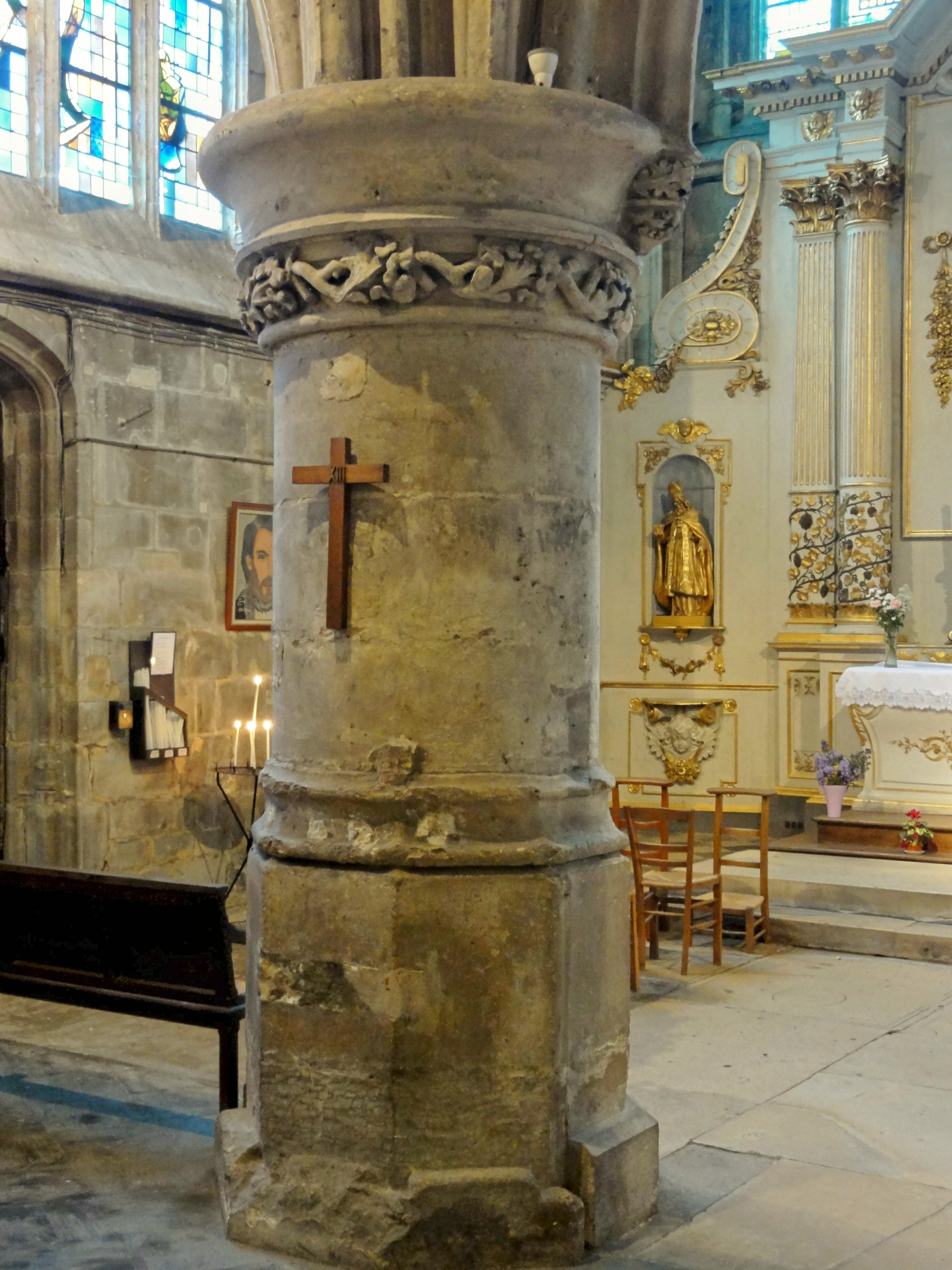
Pilier au sud de la chapelle.
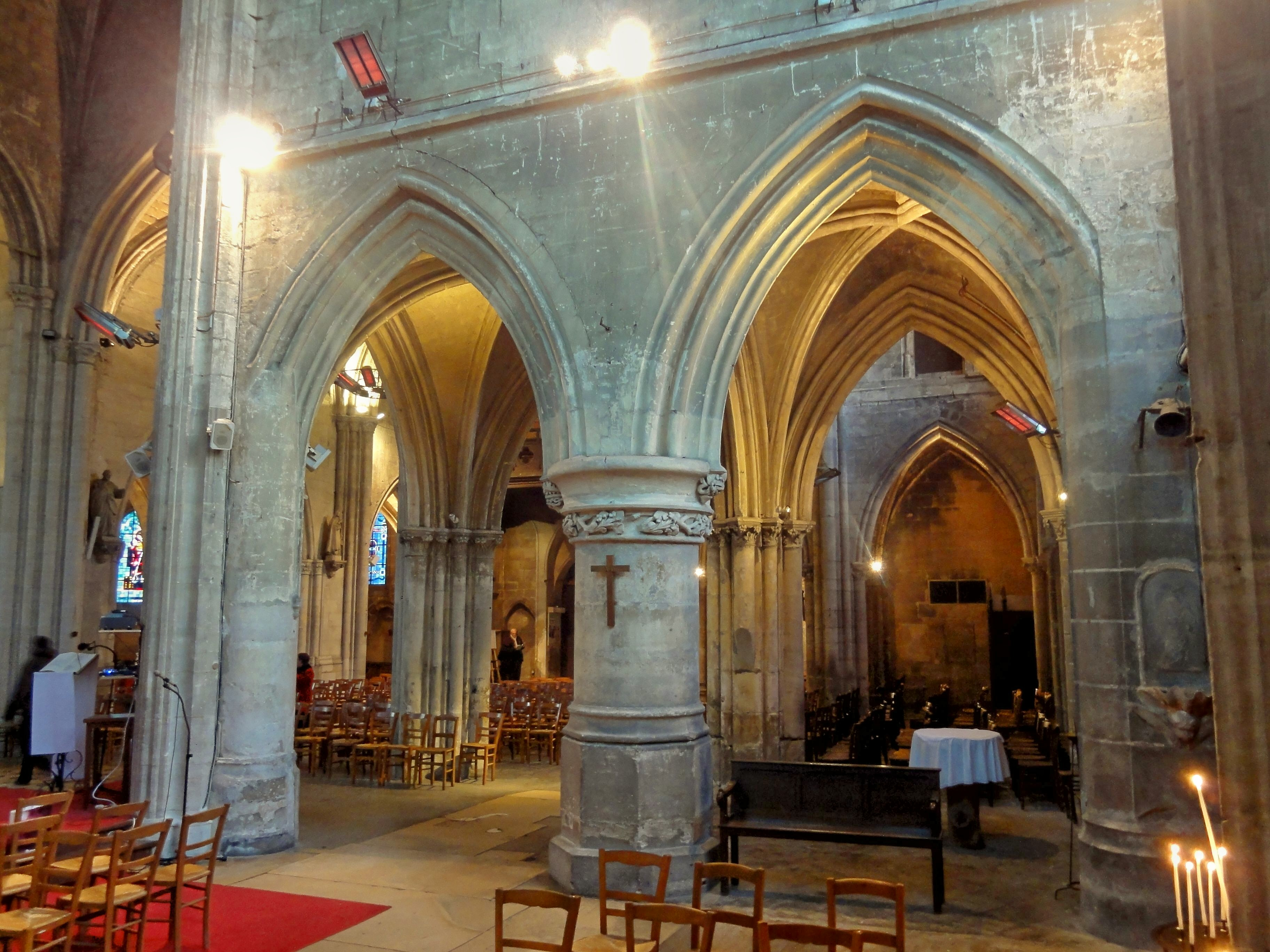
Vue sur le bas-côté nord.
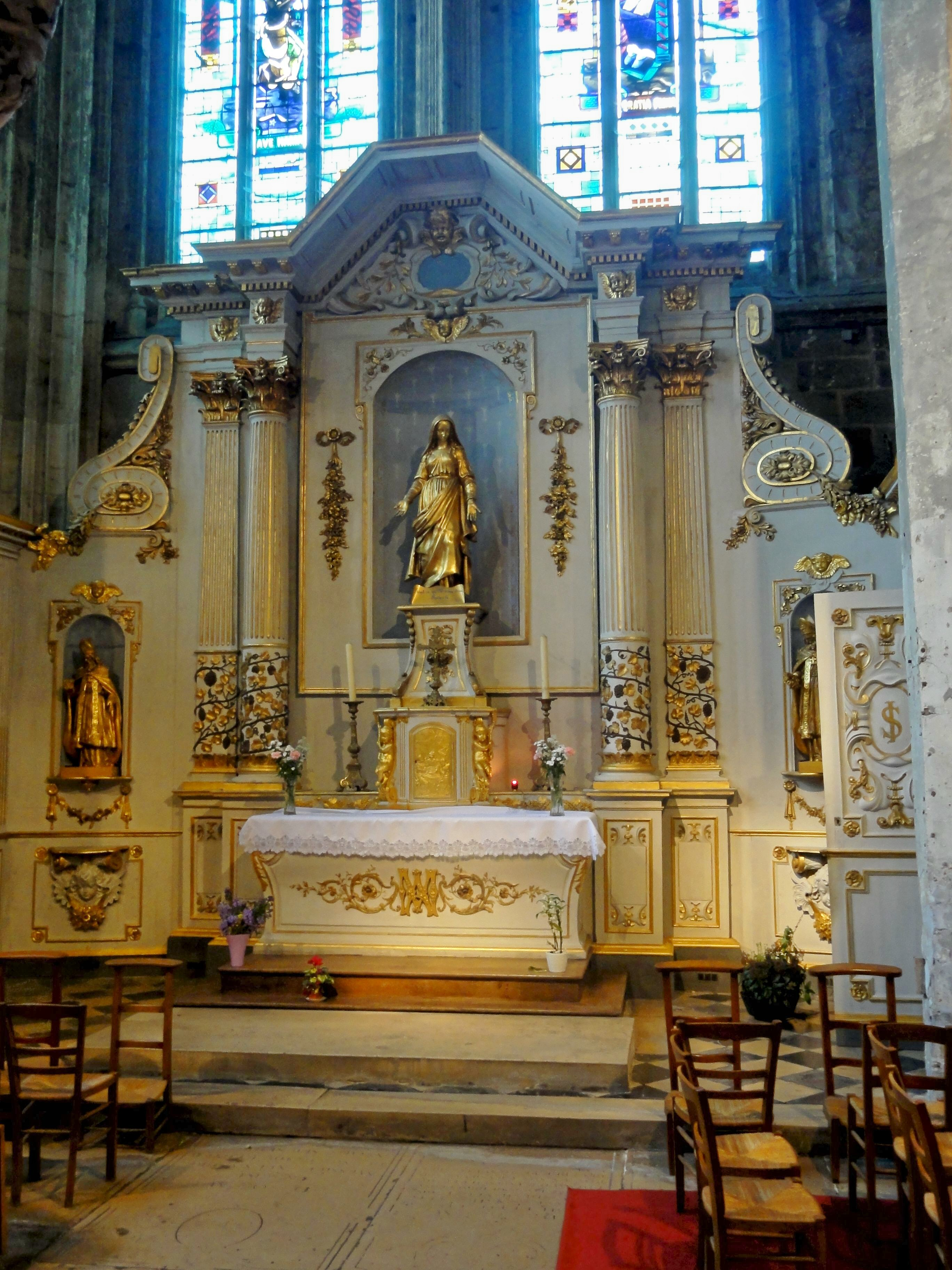
Autel de la Vierge.

#### Chœur et collatéral est duXIVesiècle
Le chœur est une réalisation remarquable des dernières années de fleurissement l'art gothique rayonnant, avant que les troubles de la guerre de Cent Ans n'apportent le déclin de l'architecture religieuse dans la région. Le vaisseau central se compose de deux travées et demi, la dernière travée ne comportant en effet pas de côté oriental et est de plan triangulaire au sol. Les trois voûtes d'ogives s'élèvent beaucoup plus haut que celles du transept et de l'ancienne nef, aussi haut que la chapelle Sainte-Catherine qui est postérieure. Les deux premières voûtes remplacent la voûte unique du croisillon nord démoli. Pour des raisons évidentes, la dernière voûte ne comporte que trois branches. Les deux doubleaux à l'intersection avec le collatéral est, contemporain du nouveau chœur, représentent les arcades les plus élevées de l'église, sachant que celles entre le chœur et la chapelle Sainte-Catherine sont d'anciennes fenêtres. Le profil de ces arcades est toujours très proche de celui des grandes arcades entre l'ancienne nef et ses bas-côtés, ou entre l'ancien chœur et ses collatéraux, ce qui est favorable à la cohérence et à l'harmonie de l'espace intérieur. Le pilier central entre vaisseau central et collatéral oriental est cantonné de douze colonnes et colonnettes, à l'instar des piliers de la croisée du transept, mais les colonnettes sont devenues plus fines et les chapiteaux plus petits. Les chapiteaux ne sont pas tous à la même hauteur : ceux correspondant aux voûtes sont situés plus hauts que ceux correspondant aux arcades.
Le mur du chevet du vaisseau central est ajouré par une très vaste baie réparée en 1584 puis en 1854 après l'effondrement de la muraille d'enceinte de la ville. Cette fenêtre conserve son réseau avec des colonnettes très fines munis de minuscules chapiteaux. Il est constitué de deux arcades en tiers-point et d'une rosace, l'espace restant libre étant occupé par trois trèfles. Les arcades sont quant à elles subdivisées en trois lancettes à têtes tréflées, et surmontées par deux quatre-feuilles et un trèfle. La rosace, circonscrite par un cercle, est rempli de sept quatre-feuilles s'inscrivant également dans des cercles. Le réseau de la baie du chevet du collatéral répond au même principe, mais ne comporte que quatre lancettes. Une baie très étroite existait à l'est du collatéral. Le soubassement des fenêtres est d'un grand raffinement, agrémenté d'arcatures plaquées plus développés que celles des années 1260. Elles sont en tiers-point et constituées de colonnettes très minces avec de tout petits chapiteaux. Des têtes tréflées décorent le sommet des arcades, et les écoinçons sont garnis de petits trèfles. — La question se pose pourquoi aucun collatéral ne fut édifié à l'ouest dès le XIVe siècle : l'on peut supposer que le terrain, propriété du chapitre de saint-Évremond, n'était pas libre.

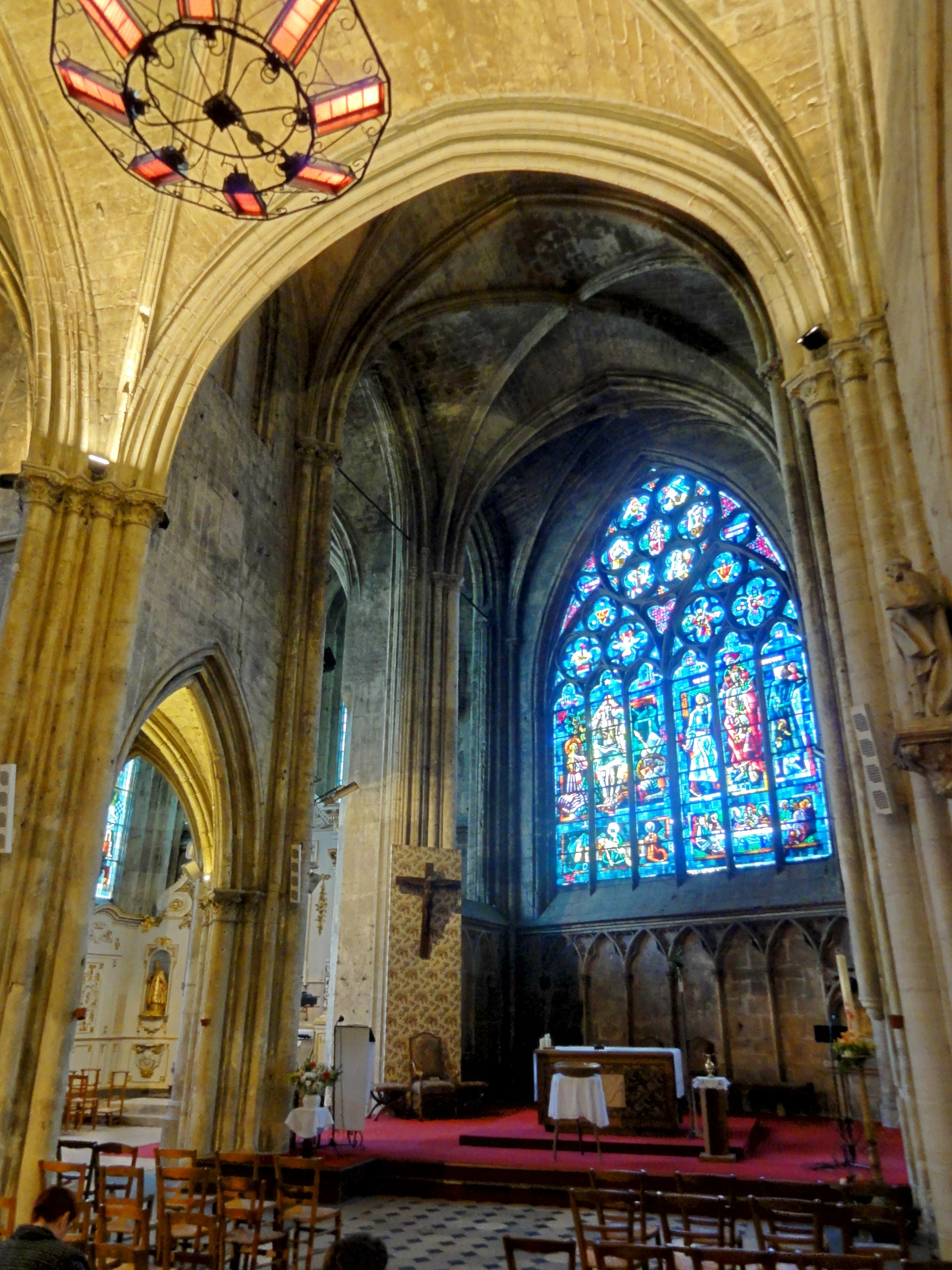
Vue sur le chœur depuis la croisée du transept.
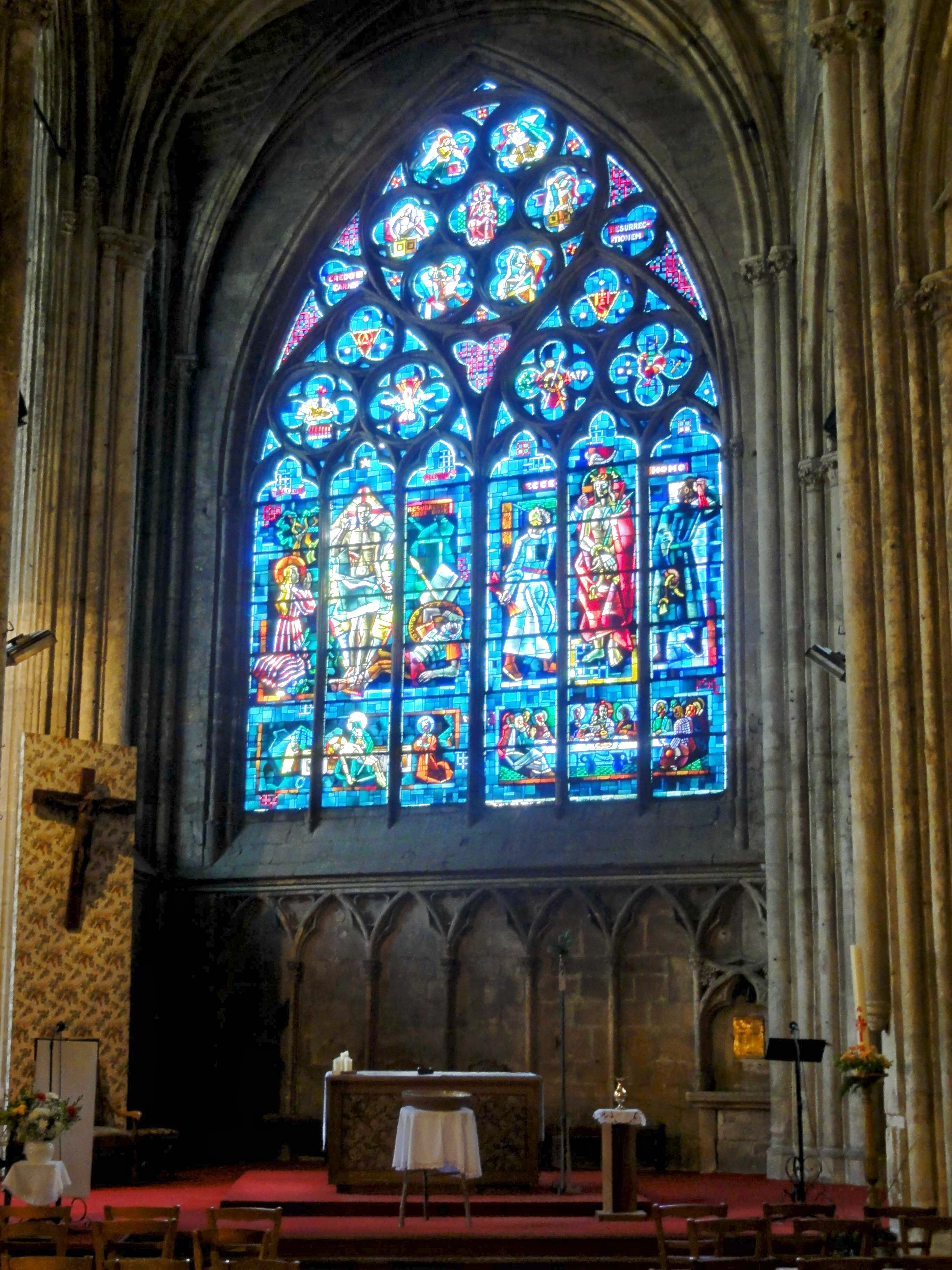
Baie du chevet du chœur, refaite en 1854.
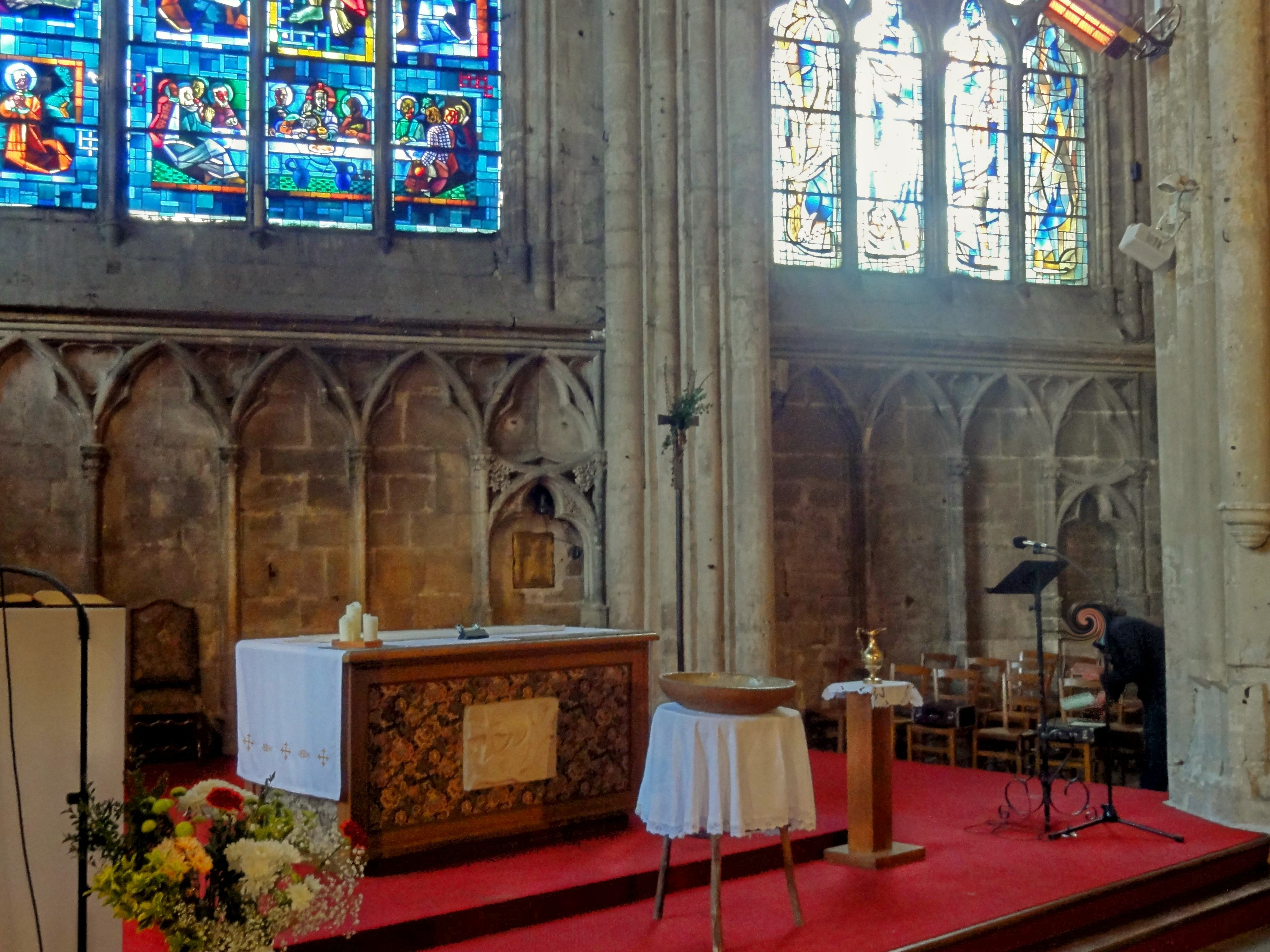
Arcatures plaquées du soubassement des baies du chevet.
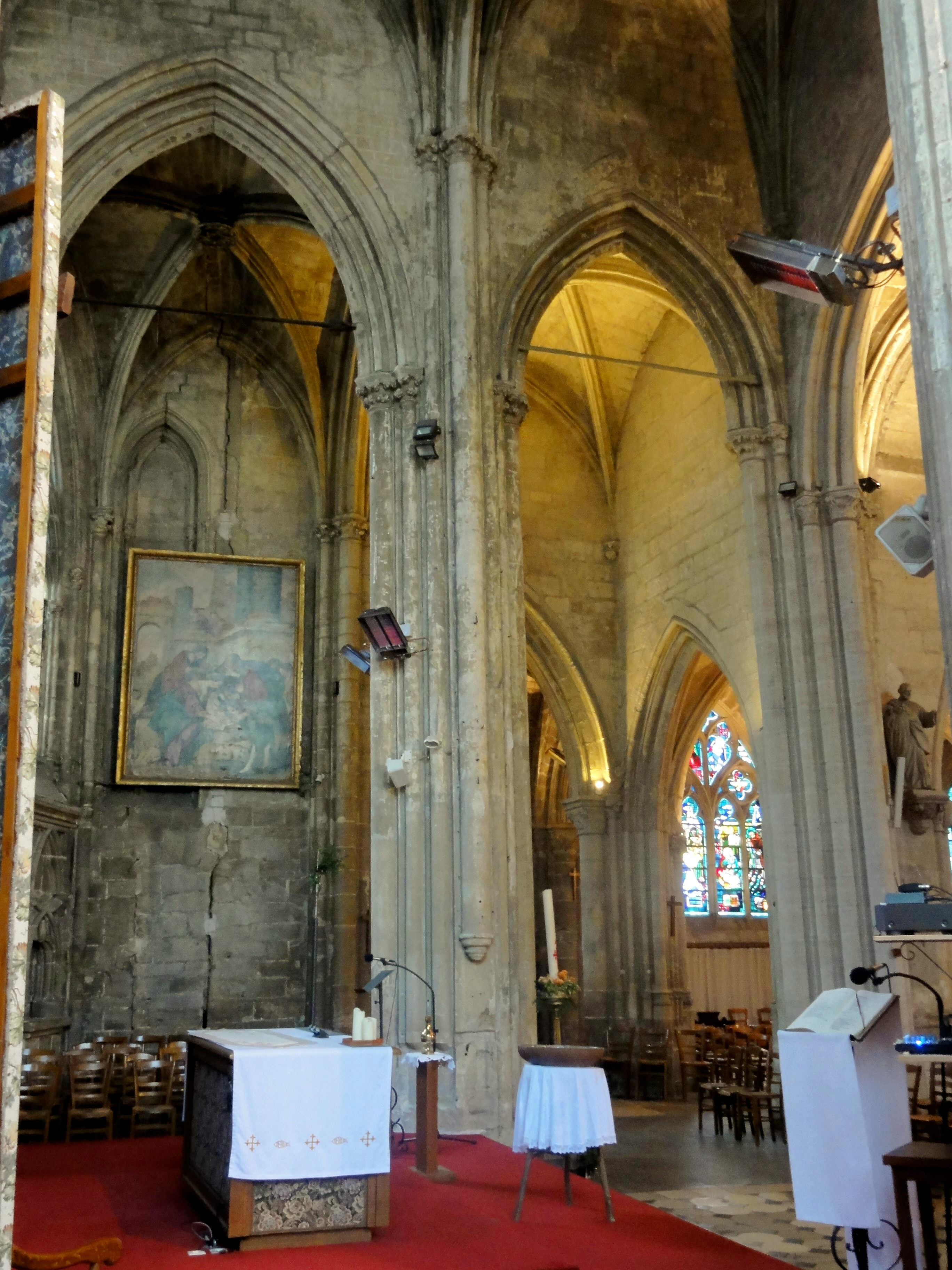
Vue vers le collatéral est (avec l'Adoration des bergers de Laurent de La Hyre (voir http://adorationdecreil.webou.net/)
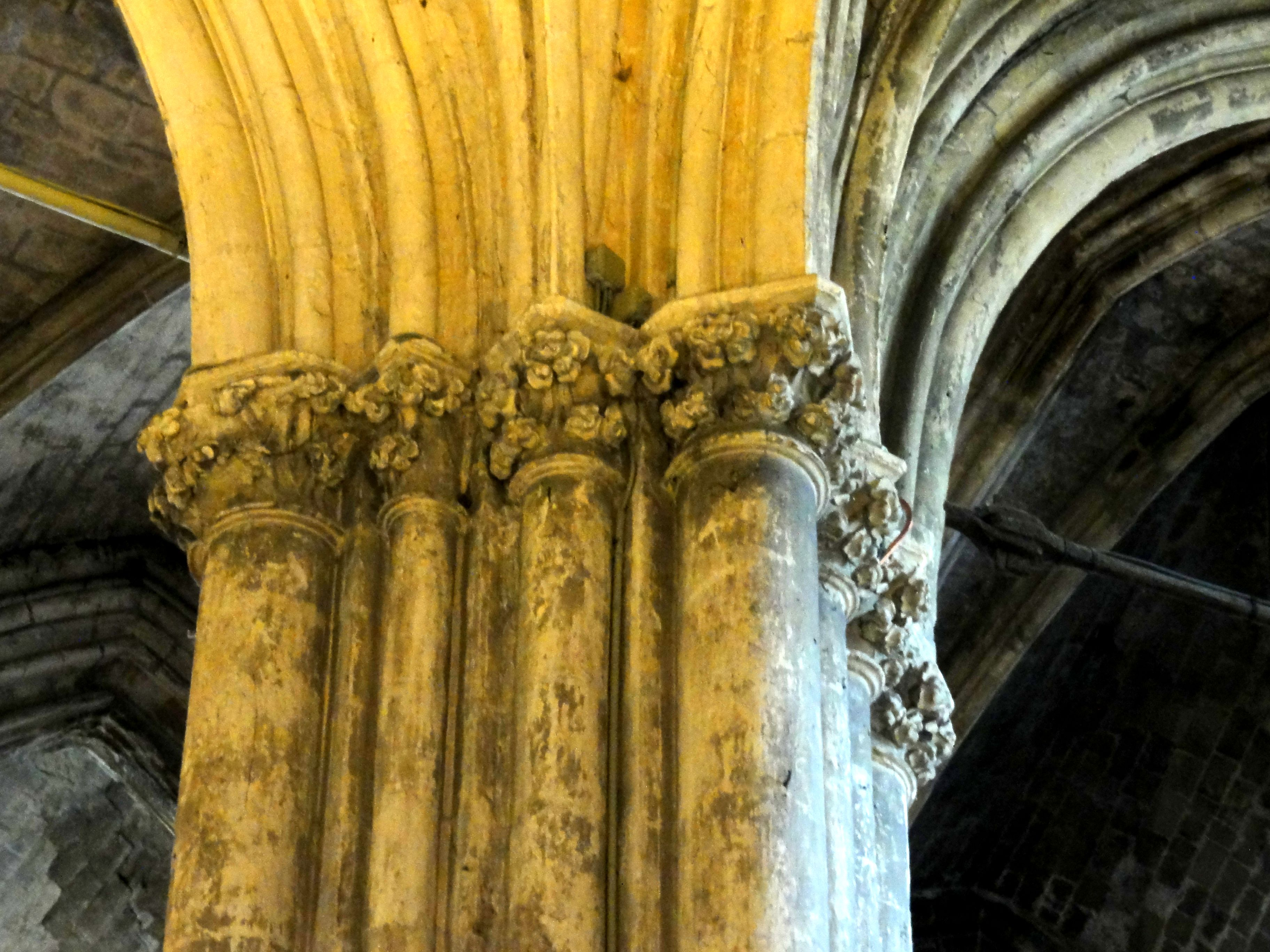
Chapiteaux hauts entre chœur et collatéral.
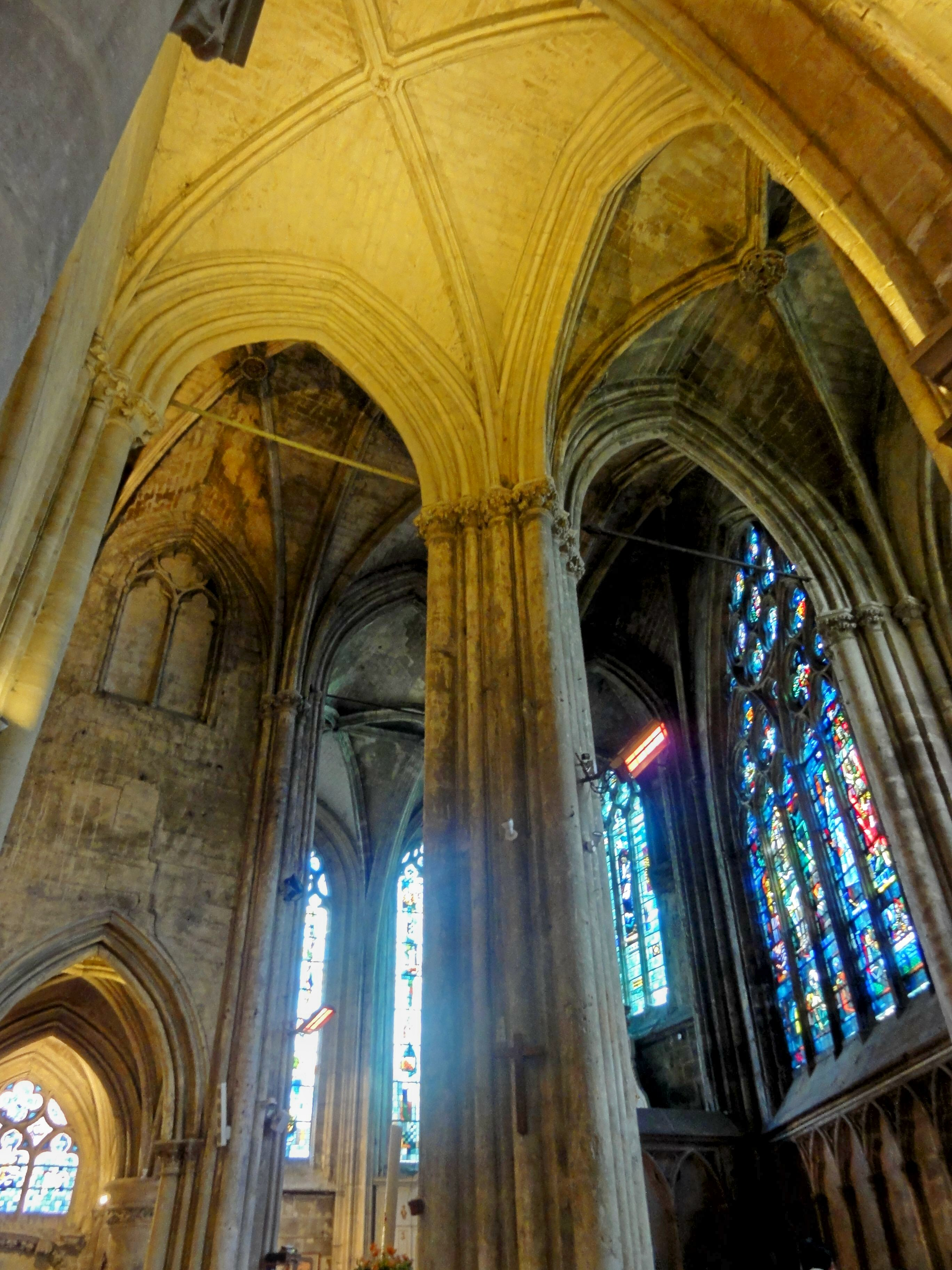
Vue depuis le collatéral est.

#### Ancien chœur, collatéraux et chapelle du nord-est
L'ancien chœur était identique à l'ancienne nef au nord et au sud et atteignait la même hauteur ; seul le chevet différait, mais sa forme initiale reste inconnue. Depuis la reconstruction peu avant le milieu du XVe siècle, l'ancien chœur représente la partie de l'église qui a été le plus profondément remaniée, si l'on ne tient pas compte de l'ancien croisillon nord qui a été abattu. Seules la première travée du collatéral sud et la seconde travée du collatéral nord restent inchangées, et c'est dans le mur méridional du collatéral sud que l'on trouve les arcatures plaquées les plus authentiques de l'église. La portée de la grande arcade ouvrant sur la croisée a été réduite, et elle repose donc sur des colonnettes à chapiteaux refaits à neuf lors de la reconstruction, alors que les claveaux de la première voûte ont été récupérés de la voûte initiale. La seconde voûte montre par contre toutes les caractéristiques du milieu du XVe siècle, avec des moulures piriformes. Le niveau de ces voûtes est très bas, à peine plus élevé que les collatéraux. Toutes les deux sont dépourvues de formerets.
Dans l'angle sud-ouest de la première travée, les colonnettes engagées dans le pilier sud-est de la croisée transpercent la voûte et n'ont plus de rapport avec la structure de l'ancien chœur. La grande arcade faisant communiquer ce dernier avec la seconde travée du collatéral sud n'a pas évolué, mais vers l'intérieur du chœur, le pilier entre les deux grandes arcades du sud est très saillant, et la colonne et les deux colonnettes du doubleau séparant les deux voûtes de l'ancien chœur sont nettement détachées de celles des grandes arcades. Le pilier fait également incursion vers la seconde grande arcade du sud, dont la portée a également été réduite. Des frises de feuillages occupent l'emplacement habituel des chapiteaux. Ce n'est pas le cas au nord, où les chapiteaux d'origine ont été réemployés : anciennement situés en hauteur, ils sont maintenant situés plus bas que les chapiteaux des grandes arcades du XIIIe siècle. L'arcade ouvrant au nord sur le collatéral oriental du chœur du XIVe siècle reste de la construction de ce dernier ; son doubleau est dépourvu de chapiteaux. L'arcade voisine ouvrant sur l'ancien collatéral nord du chœur demeure quant à elle inchangée depuis le XIIIe siècle : le côté nord de l'ancien chœur est donc bien hétéroclite. En ce qui concerne le mur de l'ancien chevet, une seule colonnette à frises de feuillages occupe les angles à sa gauche et à sa droite.
Dans la seconde travée de l'ancien collatéral sud avec son mur biais, la hotte de la cheminée gothique a déjà été signalé. La voûte du XVe siècle retombe sur des culs-de-lampe représentant les attributs des quatre Évangélistes. La seconde travée de l'ancien collatéral nord est également intéressante : Sa voûte d'ogives remonte en effet au début du XIIIe siècle, et ses nervures sont composées de deux baguettes séparées par un filet. Il s'agit également de la seule travée où le nombre de supports était identique au nombre des arcades et nervures, au moins au sud. Mais les formerets ont disparu, tout comme le doubleau du côté du collatéral oriental du chœur du XIVe siècle, et certaines colonnettes se trouvent ainsi sans emploi. Ensuite, la chapelle contemporaine de cette travée, de plan trapézoïdal, réserve d'autres particularités. Son mur oriental atteint une épaisseur de deux mètres, et fait paraître l'intérieur de la chapelle beaucoup plus petit que ne le suggèrent les volumes extérieures. La fenêtre percée dans ce même mur ne date que du XIXe siècle. La voûte d'ogives est reçue par des culs-de-lampe sculptés de feuillages, à l'est, et par des chapiteaux à crochets, à l'ouest. La clé de voûte surtout est exceptionnelle : Un ange agenouillé tenant un encensoir y est accroché, aux ailes nettement découpées. Des chapiteaux similaires dans la cathédrale Notre-Dame de Noyon et l'église de Nanteuil-Notre-Dame, et incontestablement romans, ont donné lieu à une datation de ce chapiteau du XIIe siècle. Or, la décoration des supports et le profil des tailloirs ne montrent plus aucune influence romane, et cette datation n'est donc pas cohérente.

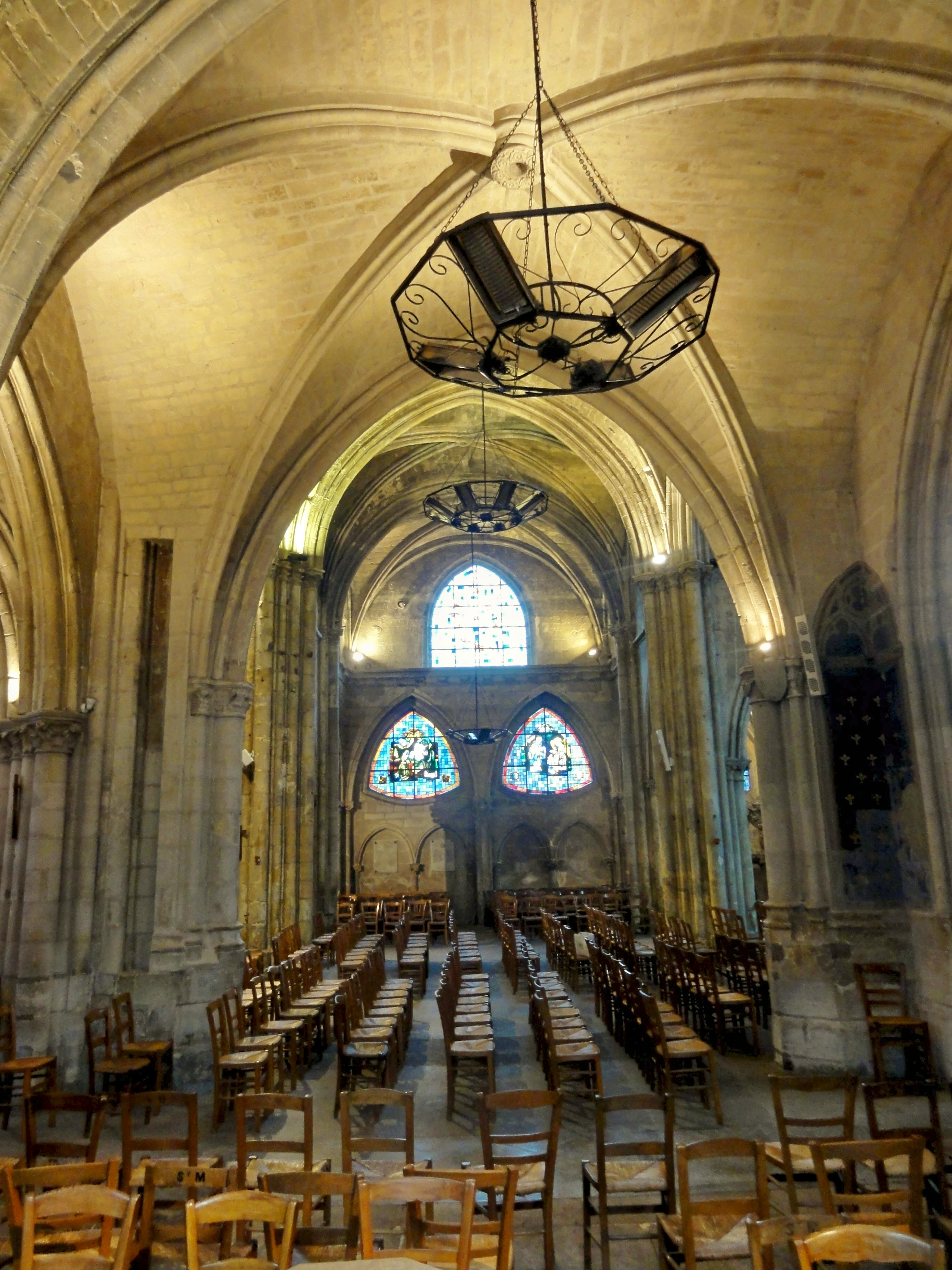
2e travée ; vue vers la nef à travers la croisée.
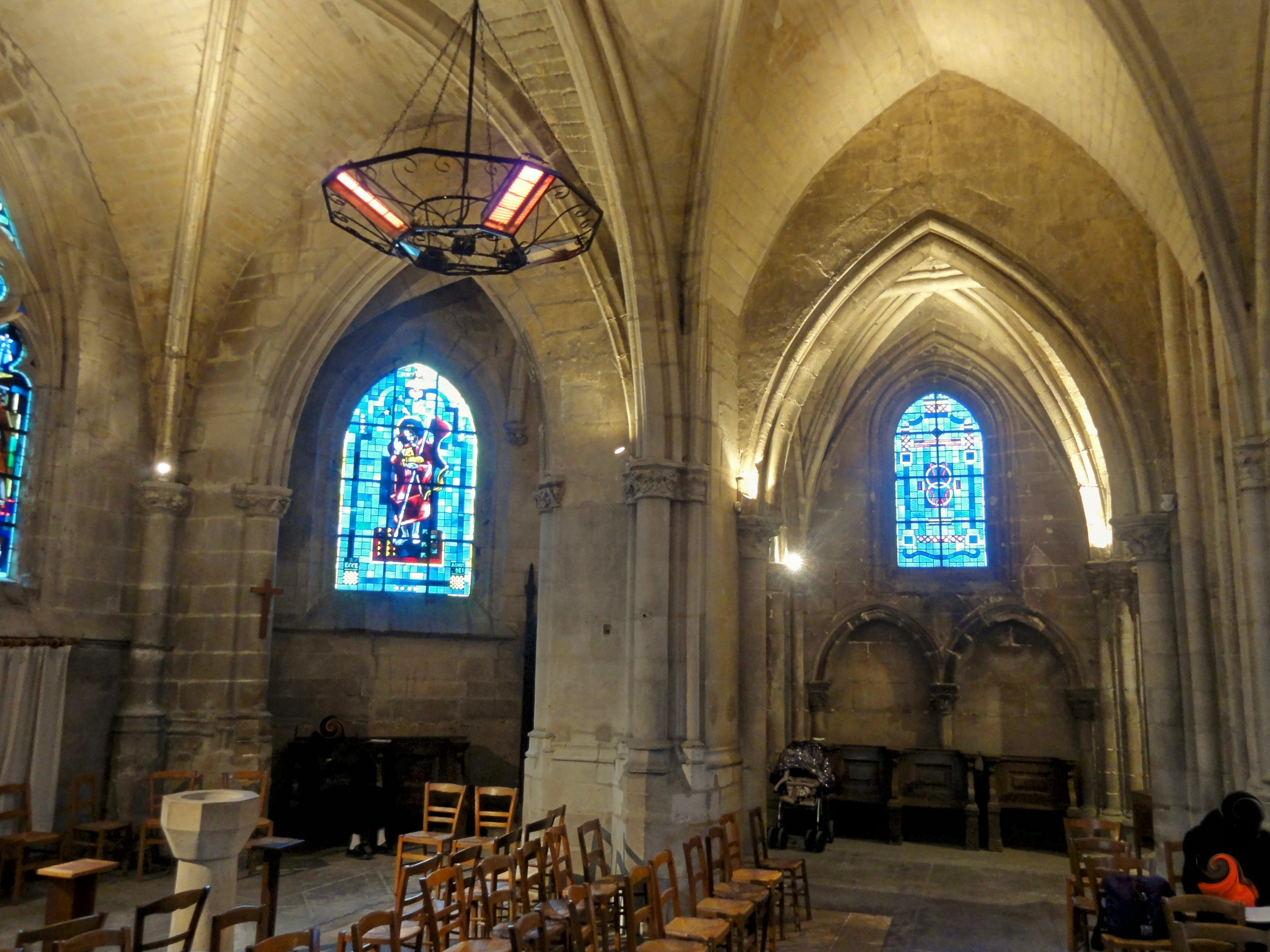
Grandes arcades au sud ; à remarquer le pilier saillant.
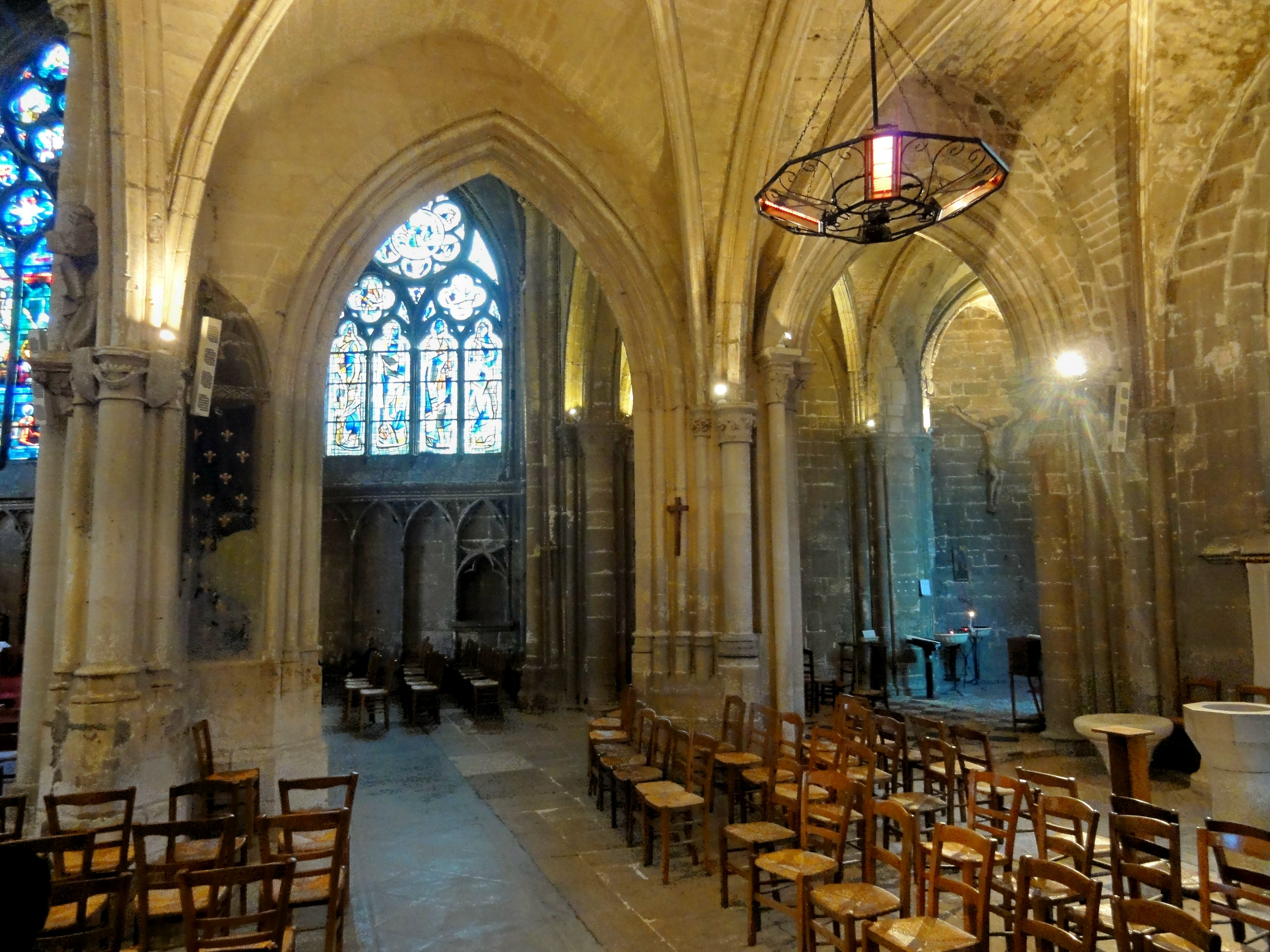
Grandes arcades au nord ; à gauche, le chœur actuel.
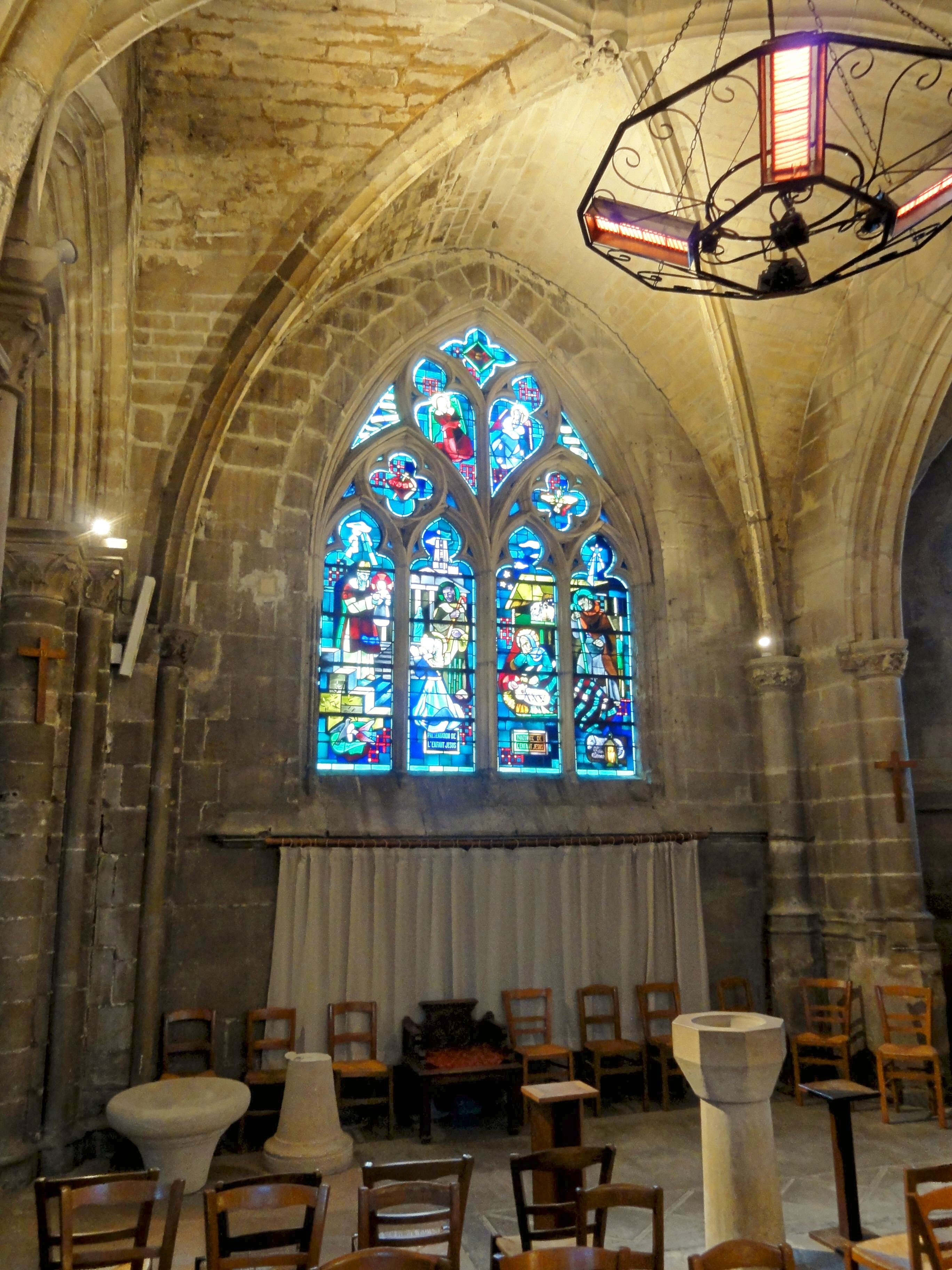
Ancien chevet, dans sa forme du milieu du XVe siècle.
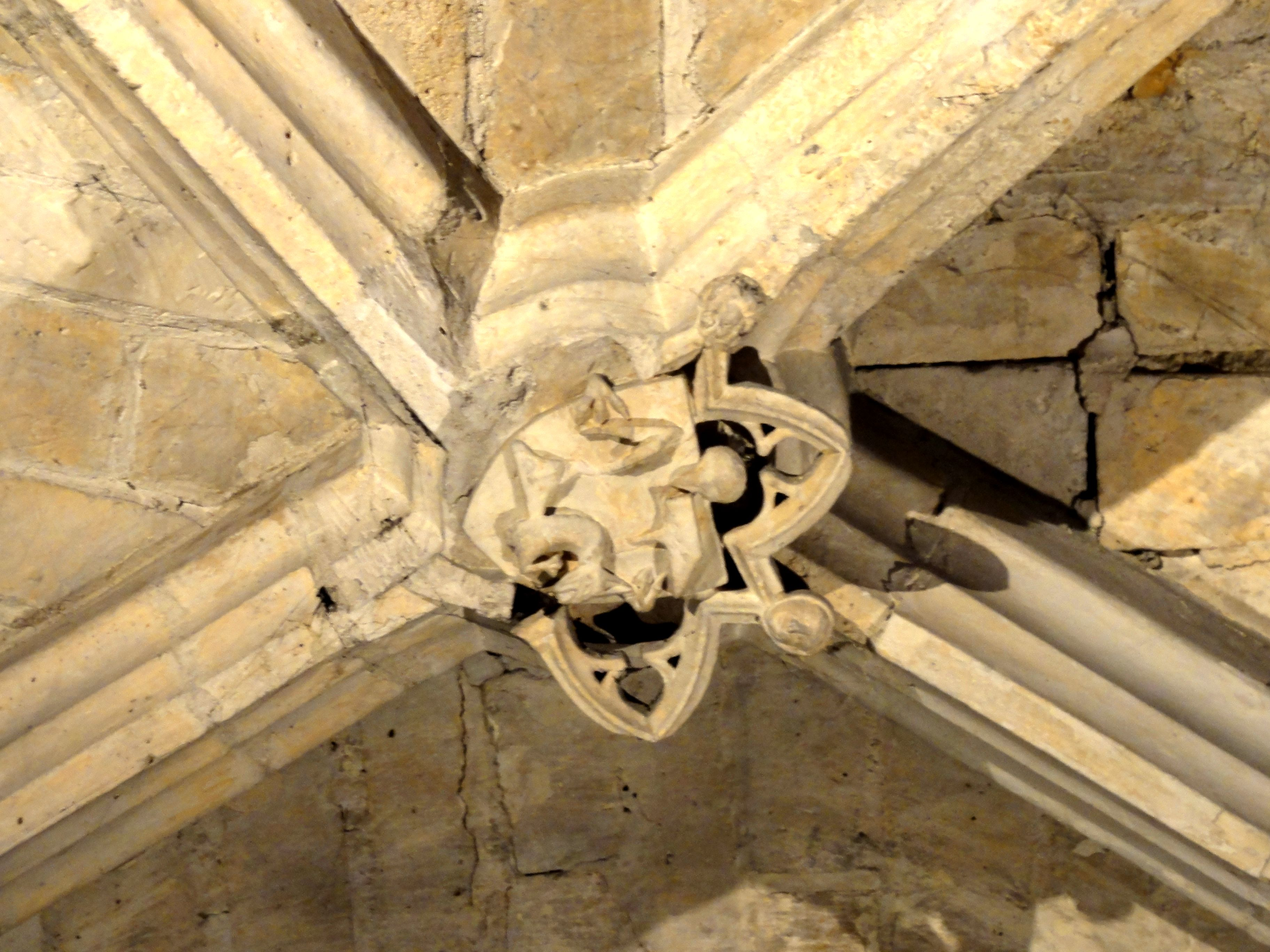
Clé de voûte de la seconde travée, montrant un écusson.
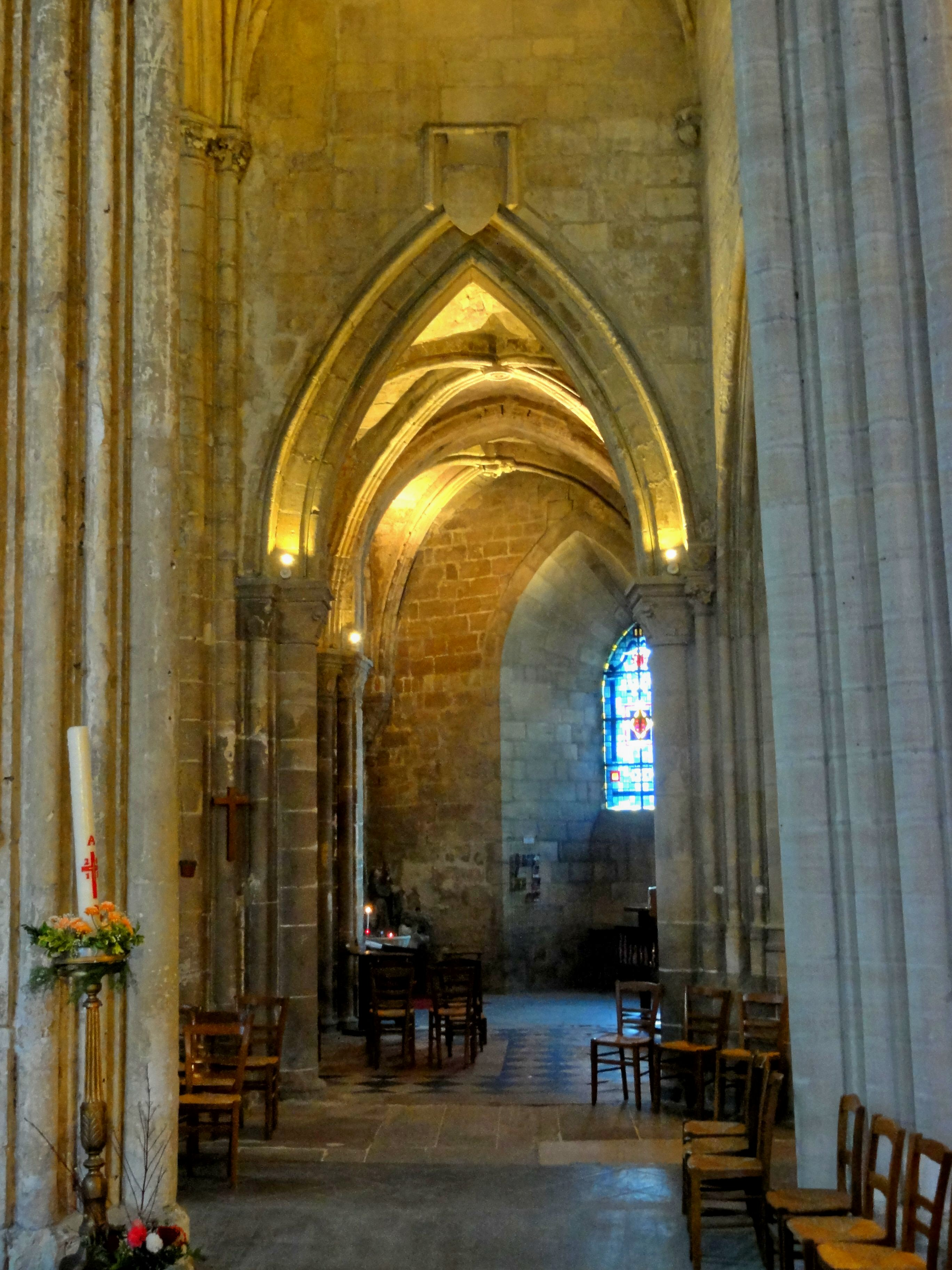
Ancien collatéral nord ; vue depuis l'ouest.

### Clocher

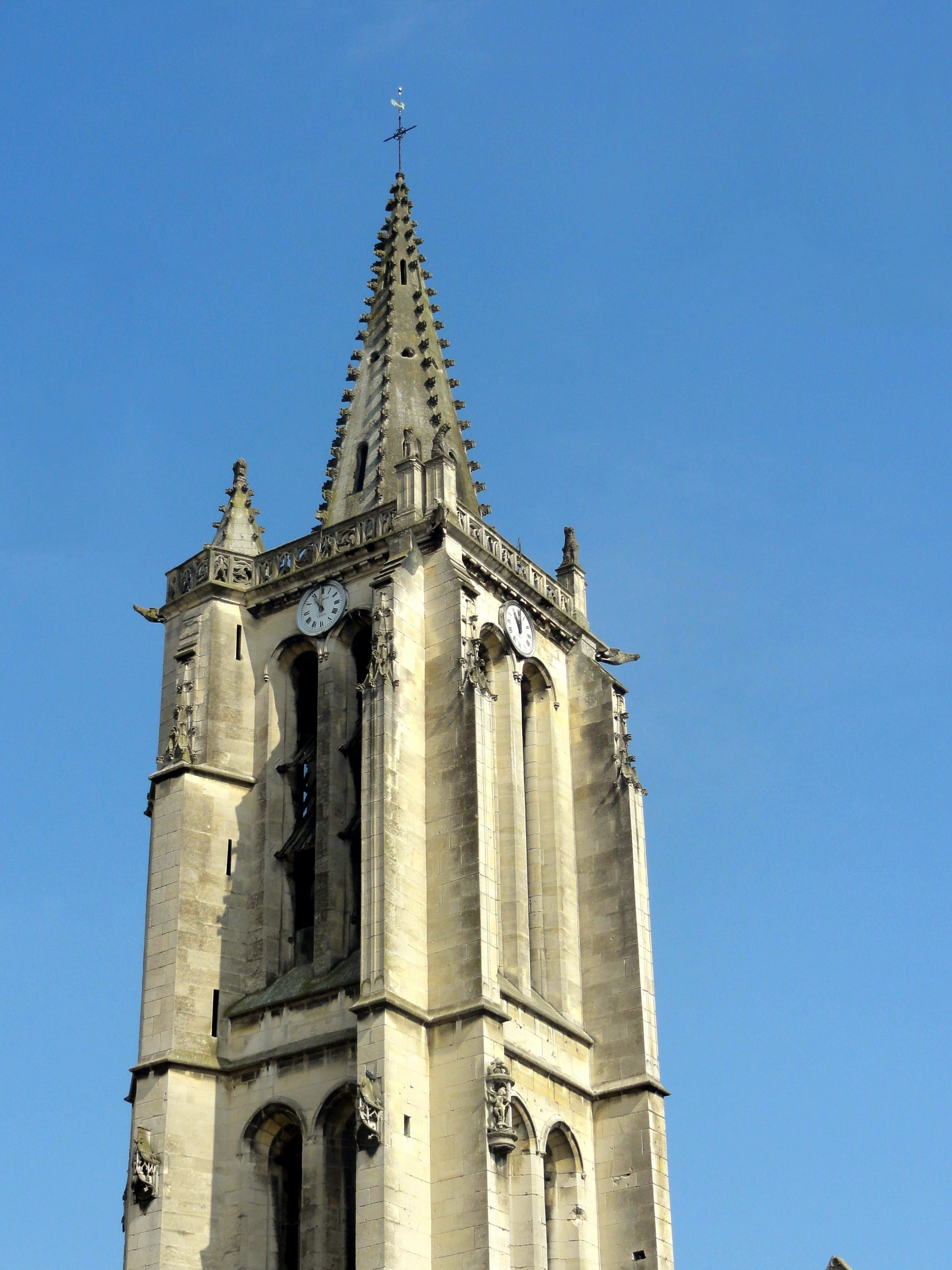
Second étage du clocher et flèche.

Le clocher représente le dernier élément construit de l'église, dans l'angle entre l'ancienne nef et l'ancien croisillon sud. Bâti en matériaux d'excellente qualité, il cumule à une hauteur de 34 m et se divise en trois niveaux. La base du clocher comporte un portail richement décoré et affiche un pur style flamboyant, et la flèche octogonale en pierre est achevée peu avant le milieu du XVIe siècle dans la tradition des flèches gothiques de la région. Elle s'inscrit dans la ligne commencée par les flèches de Senlis et de Plailly, et est à peu près contemporaine des flèches d'Éve, Verneuil-en-Halatte, Versigny et Béthisy-Saint-Pierre. Le diamètre de la flèche est largement inférieur à celle de la tour et prend du recul par rapport aux bords de la plate-forme. Les arêtes sont garnies de crochets de mauve frisée, mais les faces, ajourées par quelques oculi ovales ou ronds, ne sont pas décorées. Le premier et le second étage sont pour autant placés sous l'influence de la Renaissance. Dans son ensemble, la tour est assez austère. Au niveau du premier étage, le décor se résume aux niches à statues avec leurs dais sur les contreforts d'angle du sud. Les consoles et les dais de ces niches sont d'une grande diversité, et l'un des dais présente un génie nu. Toutes ces niches sont vides. Chaque face du premier étage est percée de deux étroites baies abat-son en cintre surbaissé, décorées simplement d'un sourcil. Au niveau du second étage, plus élevé que le précédent, des pinacles plaqués ornent la partie supérieure des contreforts. Les sourcils des baies retombent ici sur des têtes grimaçantes. La tourelle d'escalier intégrée dans les contreforts de l'angle sud-ouest est coiffée par une petite flèche semblable à la grande, contourée par la balustrade ajourée de soufflets et mouchettes qui couronne le sommet des murs. Aux trois autres angles, la balustrade est interrompue par des socles sur lesquels trônent des lions. Ils prennent la place des pyramidons qui flanquent la plupart des flèches gothiques du même type.

### Élévations latérales
L'extérieur de l'église a été peu soigné par les architectes depuis le XIVe siècle. Il se caractérise par une imbrication assez chaotique de différents volumes, par la rareté d'angle droits et la diversité des formes des toitures, avec un nombre très réduit de pignons. Le clocher est une construction de qualité, mais le bouchage de son portail fait partie de ces compromis qui caractérisent l'église Saint-Médard. En tout cas, l'on ne pouvait entrer dans l'église par la base du clocher : il fallait passer par le porche avec lequel elle communiquait. Ce porche est placé en biais, sans doute pour orienter son portail vers l'afflux des fidèles, qui venaient du centre-ville au sud-ouest : au nord et à l'est, c'était la limite de la ville. Le portail du porche est aujourd'hui dépourvu de tympan, et les pinacles qui l'encadraient ne subsistent plus que sous la forme de vestiges. L'archivolte est formée de trois voussures superposées, avec toutefois des ébrasements assez faibles, et la voussure moyenne est garnie de grosses feuilles de chou. Cette frise est bien conservée, tout comme celle qui agrémente l'accolade surmontant le portail. Le pignon reste nu. À l'arrière, le maître d'œuvre a opté pour un toit à croupe afin de ne pas obstruer la rosace dans le mur méridional du croisillon sud. Les deux fenêtres latérales du porche, de taille inégale, datent du milieu du XVe siècle.
Au-dessus du porche, le pignon du XIIIe siècle de l'ancien croisillon sud donne le principal repère pour la compréhension des volumes extérieurs. Les contreforts d'angle sont amortis par des chaperons, et à l'angle sud-est, l'on peut voir une petite tête semblable à celles des tours de chœur de l'église prieurale de Saint-Leu-d'Esserent. La corniche gothique, qui ne concerne pas seulement les murs gouttereaux mais également le pignon, est toujours bien intacte et se compose de masques et crochets. La grande baie au sud, derrière le porche, est celle de 1534 comportant initialement une rosace, alors que la haute baie orientale est du XIIIe siècle. L'extérieur de l'ancien chœur est dépourvu d'intérêt architectural et témoigne d'une reconstruction hâtive. La première travée du collatéral sud est pourvue d'un étage de faible hauteur avec une petite fenêtre rectangulaire, aménagement dont la finalité reste énigmatique. Dans le mur oblique de la seconde travée de l'ancien collatéral sud, une niche rectangulaire signale le revers de l'ancienne cheminée. Le mur de l'ancien chevet se distingue uniquement par le remplage remarquable de sa fenêtre, sur la base de deux baies en tiers-point surmontées par des soufflets et mouchettes, et subdivisées chacune par deux lancettes à têtes tréflées surmontées par un quatre-feuilles.
La chapelle du début du XIIIe siècle avec une petite porte d'origine récente (elle n'existait pas encore en 1920) sous une fenêtre en tiers-point ayant perdu son remplage est recouverte par un toit à croupe. Le mur oriental oblique est percé d'une fenêtre moderne. Au nord, la chapelle s'appuie contre un pan de la muraille d'enceinte et présente un demi-pignon construit en colombages, avec un hourdage de briques. Toujours au nord, à droite de la chapelle, l'extérieur de la seconde travée de l'ancien collatéral nord du chœur se présente comme un simple mur haut et droit, sans décoration, ne rappelant en aucun point l'architecture religieuse. La fenêtre est toutefois d'origine. Dominique Vermand veut reconnaître au nord-est les restes d'une salle haute à l'étage, au-dessus des travées des années 1200 ; il n'exclut pas qu'il s'agisse de la base d'un ancien clocher. Puis, le chevet du collatéral oriental du chœur du XIVe siècle, sa grandiose fenêtre du chevet et la façade de la chapelle Saint-Catherine apparaissent encore comme la partie la plus conventionnelle des élévations extérieures de l'église. Les trois contreforts du « nouveau » chœur scandés par plusieurs niveaux de larmiers sont traversés par une coursière en tant qu'élément du chemin de ronde de l'ancienne muraille d'enceinte. Le collatéral se termine au nord par un demi-pignon à redents, alors que le vaisseau central et la chapelle sont recouverts par des toits à croupe. C'est ce même toit et les hautes fenêtres de la chapelle qui dominent l'élévation occidentale, qui ne reflète pas tout à fait les volumes intérieurs : En effet, l'ancien bas-côté nord de la nef est extérieurement porté à la hauteur de la chapelle, tout comme une partie du pignon occidental de la nef. L'ancienne façade de la nef est sans intérêt ; il paraît qu'elle n'a jamais possédé de portail,.

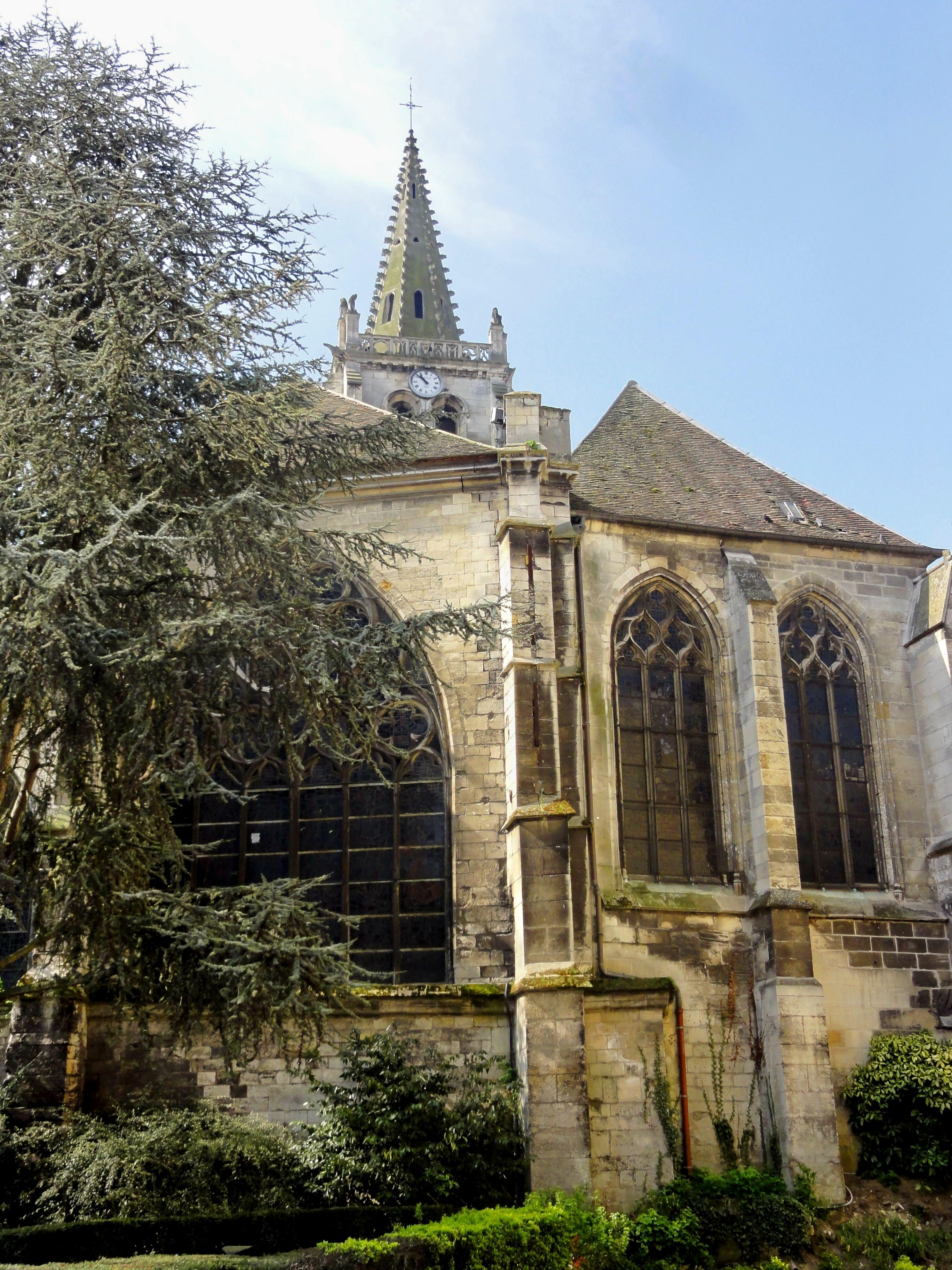
Grande baie du chevet et chapelle de 1496, au nord.
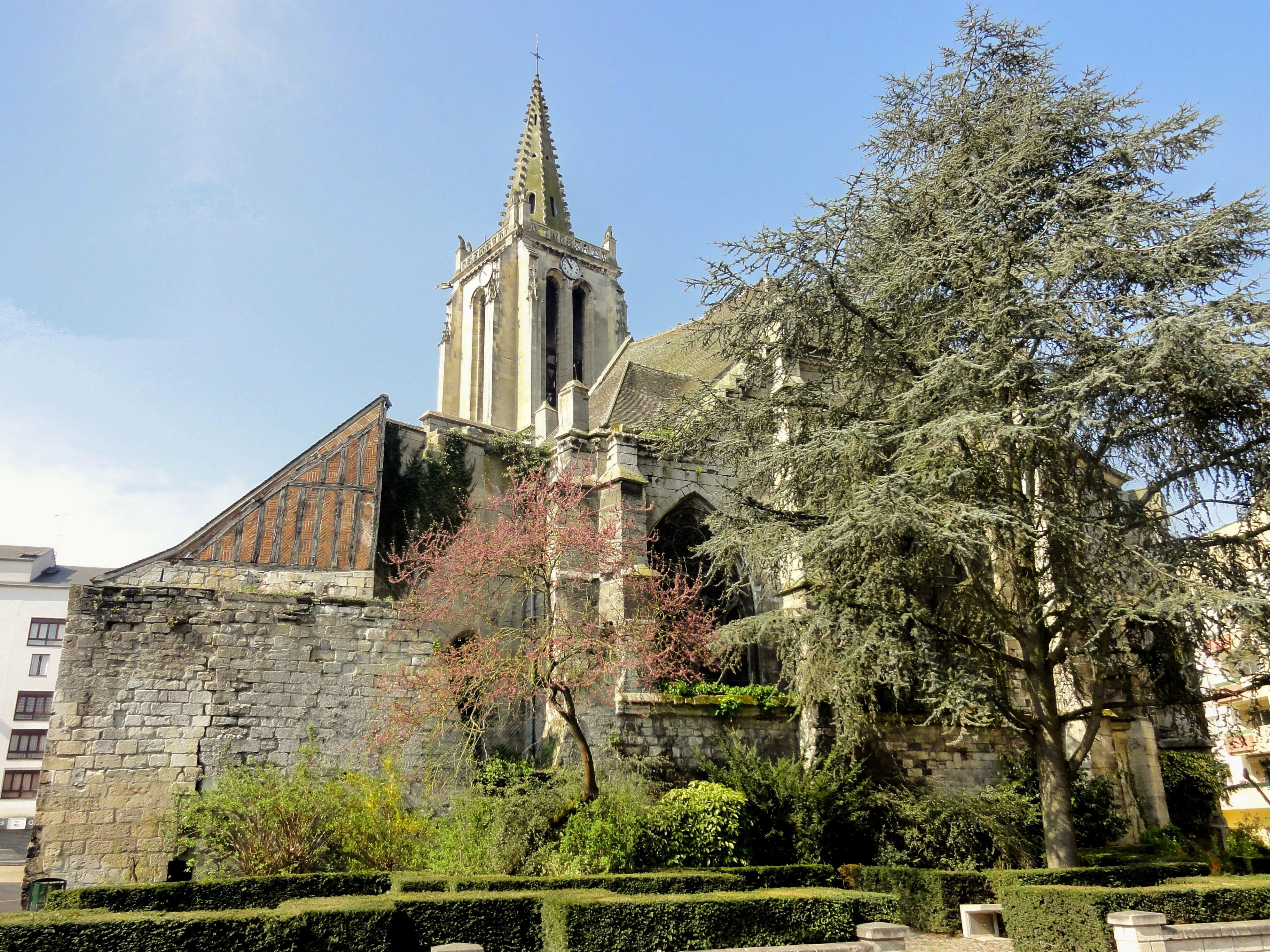
Vue d'ensemble de la façade septentrionale.
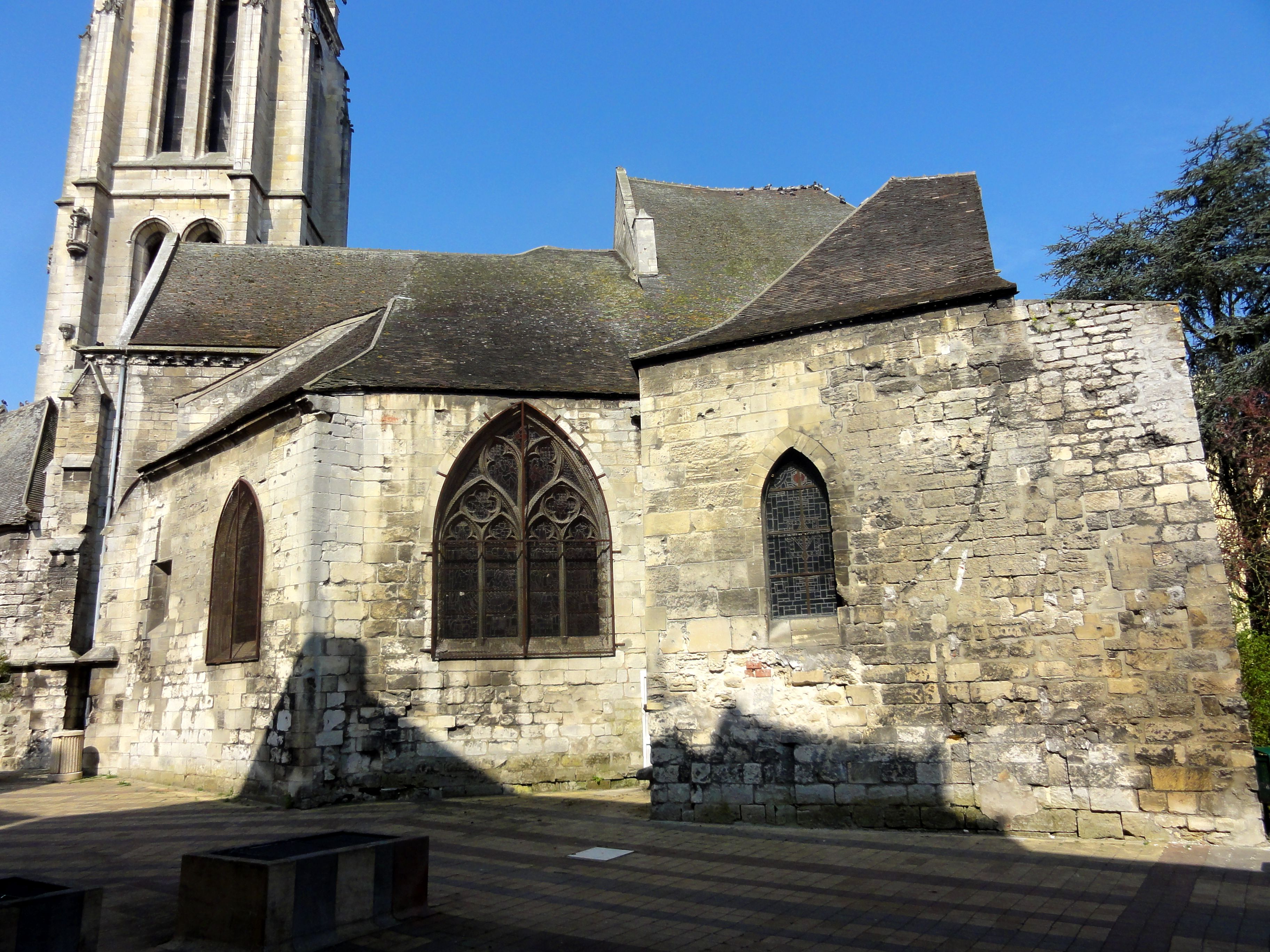
Façade orientale ; à droite, la chapelle du début du XIIIe s. ; au centre, l'ancien chevet.
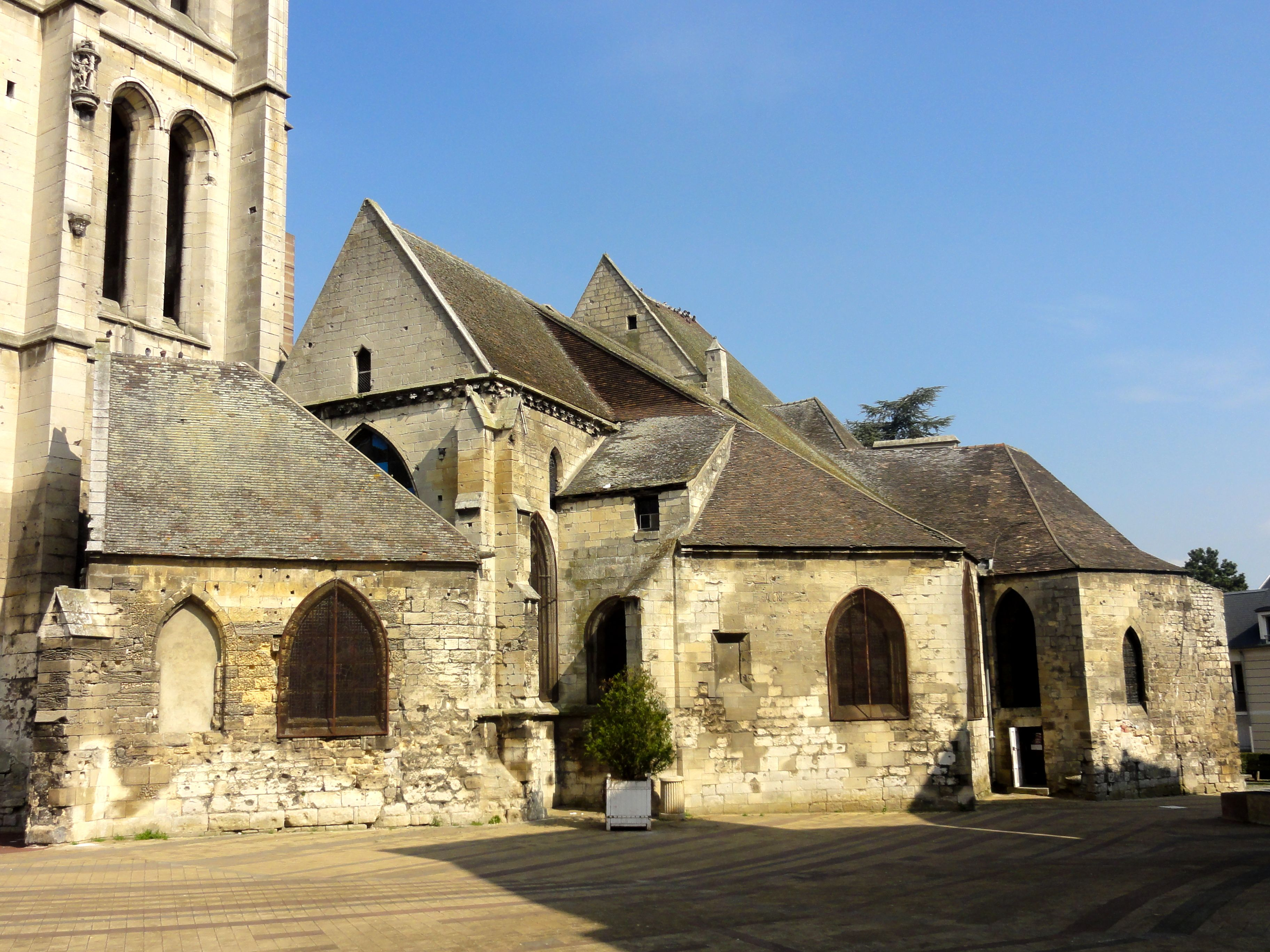
Vue depuis le sud-est ; tout à gauche, le porche, puis l'ancien chœur.
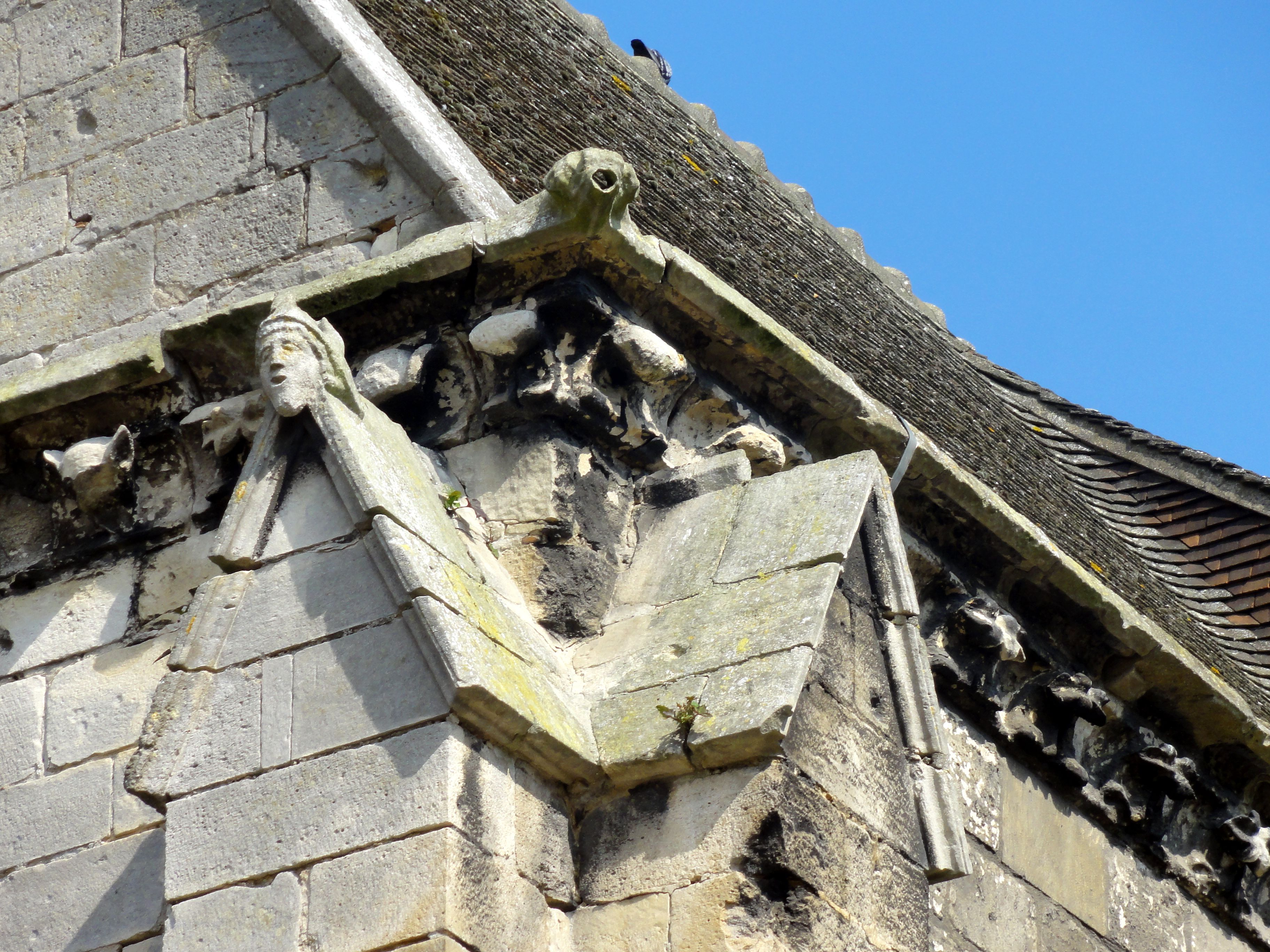
Angle sud-est de l'ancien croisillon sud, avec des frises et une tête sculptée.
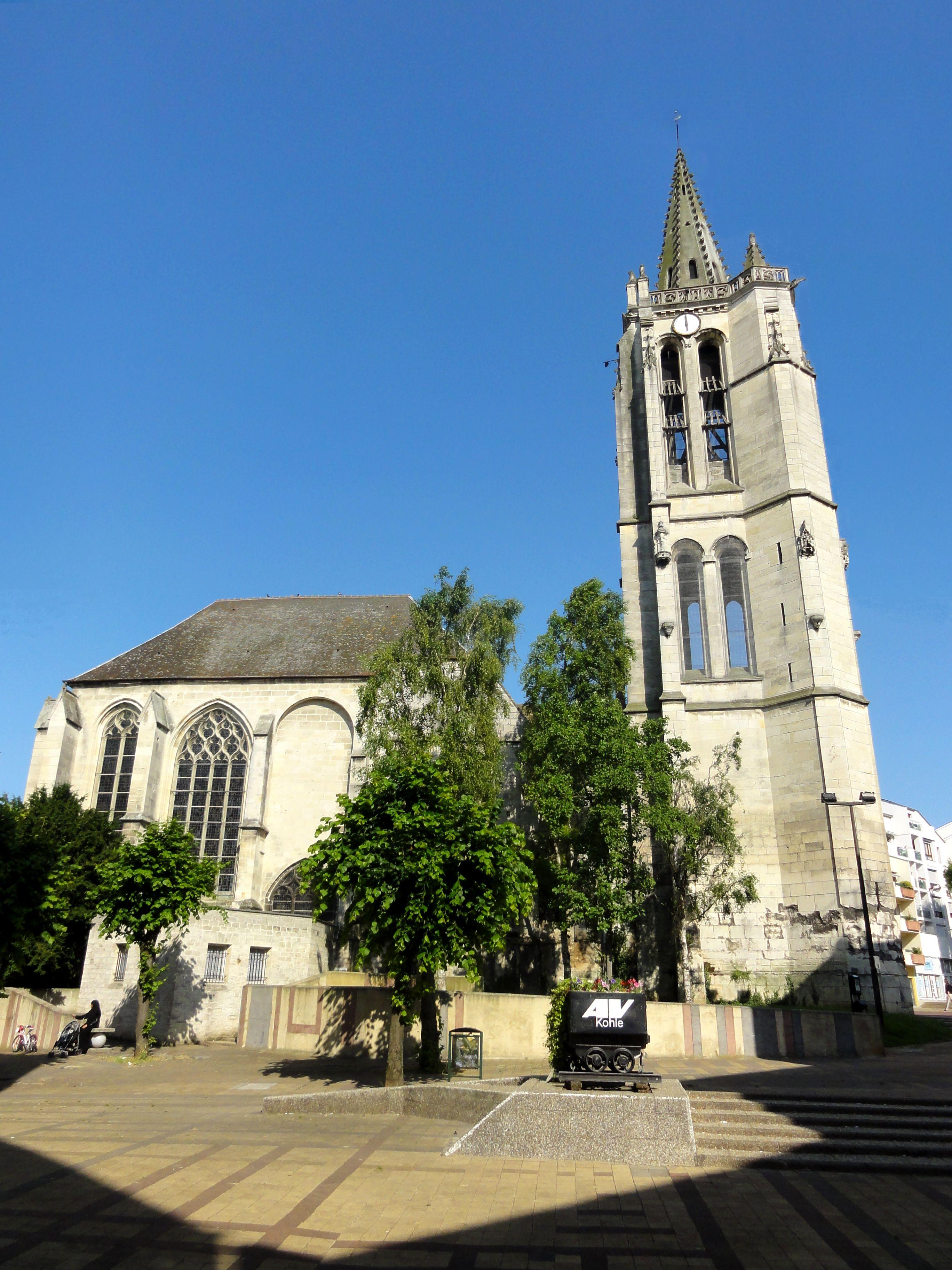
Vue depuis l'ouest ; à gauche, la chapelle Sainte-Catherine.

## Mobilier classé monument historique
L'église Saint-Médard renferme quatre éléments de mobilier classés monuments historiques :
- Les fonts baptismaux sous la forme d'une cuve baptismale à infusion, sculptée dans un seul bloc de pierre calcaire au XVIIe siècle. Mais ce ne sont pas les fonts baptismaux actuels : ceux classés en 1912 ont probablement disparu[23] ;
- La dalle funéraire de Jean de la Haye, procureur du roi dans la ville et châtellenie de Creil, mort en 1547, en pierre sculptée et gravée[24] ;
- Un tableau monumental peint à l'huile sur toile et représentant la Nativité ou Adoration des bergers, de Laurent de La Hyre (voir http://adorationdecreil.webou.net/), mesurant 300 cm de haut et 224 cm de large, œuvre de Laurent de La Hyre peint en 1635, souvent reproduit par des dessins dont deux existent dans le cabinet graphique du musée du Louvre[25] ;
- Un tableau peint à l'huile sur toile et représentant le Sacrifice de la fille de Jephté, de dimensions non prises, œuvre anonyme du XVIIIe siècle[26] ;
- Un tableau peint à l'huile sur toile et représentant l'Hospitalité d'Abraham, mesurant 99 cm de haut et 74 cm de large, œuvre anonyme du XVIIe siècle remontée dans un cadre du milieu du XIXe siècle[27].